# Universal Studios Florida
Koordinaten: 28° 28′ 31″ N, 81° 28′ 1″ W
Universal Studios Florida (auch bekannt als Universal Studios oder USF) ist ein Themenpark in Orlando, Florida. Der Park wurde als erster Teil des Universal Orlando Resorts eröffnet und belegte 2023 mit rund 10 Millionen Besuchern weltweit den 13. und in Nordamerika den sechsten Platz unter den Vergnügungsparks.

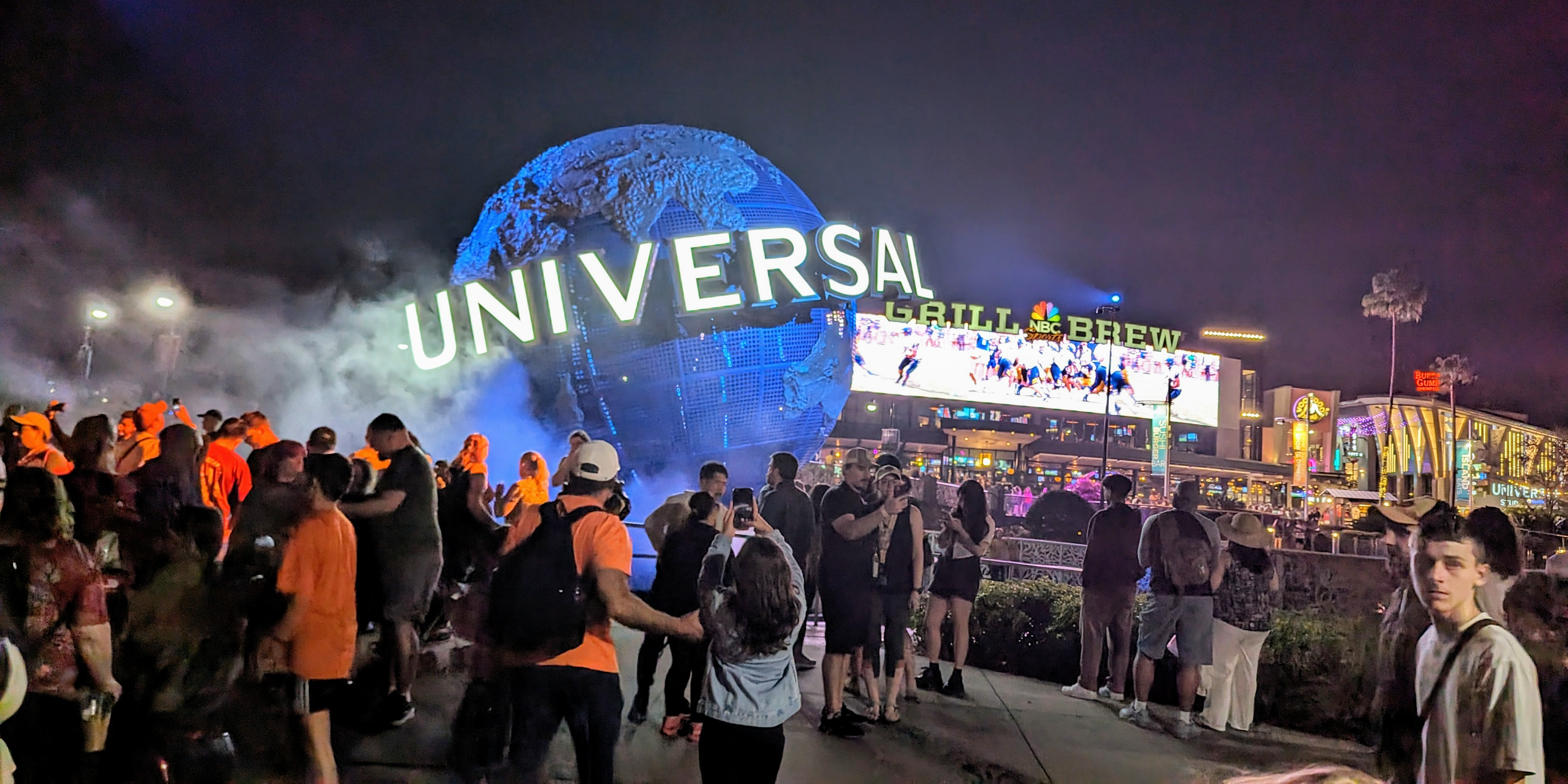
Die Universal Erdkugel, Wahrzeichen vor jedem Unversal Studios Park.

Neben dem eigentlichen Schwerpunkt der Anlage, dem Themenpark, lag der Augenmerk bei der Planung darauf, den Gästen einen Blick hinter die Kulissen von Film und Fernsehen zu ermöglichen. Ein großer Teil des Parkgeländes wurde als aktives Produktionsstudio genutzt. Als Produzenten und Filmemacher kein Interesse an Dreharbeiten vor Ort in Orlando zeigten, entwickelte sich der Ansatz von Universal zu stark thematisierten Attraktionen weiter. Das Resort expandierte mit der Einführung von zwei weiteren Parks, Universal Islands of Adventure im Jahr 1999 und Volcano Bay im Jahr 2017, sowie dem Restaurant- und Einzelhandelszentrum Universal CityWalk, das ebenfalls 1999 eröffnet wurde.

## Geschichte

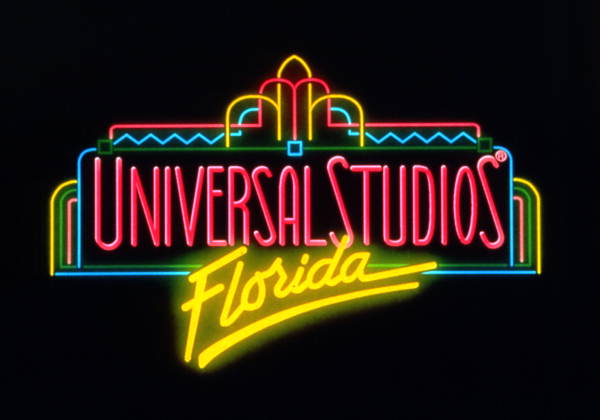
Das erste Logo des Parks.

### Entwicklung des Themenparks
Die Idee für Universal Studios Florida entstand, als die Universal Studios, bekannt für ihre Filmproduktionen und den bereits bestehenden Universal Studios Hollywood Themenpark in Kalifornien, beschlossen, einen zweiten Themenpark an der Ostküste der USA zu errichten, um mit Disney World zu konkurrieren.  Im Jahr 1982 kaufte MCA Inc. (heute NBCUniversal) 171 Hektar Land in Orlando, Florida, um einen neuen Themenpark und ein Produktionsstudio zu errichten. Zu dieser Zeit war der einzige andere große Themenpark in Zentralflorida Walt Disney World, das elf Jahre zuvor, 1971, eröffnet wurde. Ziel war es, mit dem Walt Disney World Resort zu konkurrieren und einen Park zu schaffen, der Besucher in die Welt der Filme eintauchen lässt. Unter der Leitung von Steven Spielberg, der als kreativer Berater fungierte, wurde der Park unter dem Motto „Ride the Movies“ konzipiert, um Attraktionen zu bieten, die auf bekannten Universal-Filmen basieren.
Im Dezember 1986 kündigten MCA Inc. und Cineplex Odeon Corp., zwei führende Unternehmen der Filmindustrie, ein Joint Venture an, um in Orlando, Florida, einen Studio- und Unterhaltungskomplex zu eröffnen. Diese Ankündigung erregte die Aufmerksamkeit von Disney, dessen Walt Disney World Resort seit 1972 in Orlando betrieben wurde. Kurz nach MCA’s Ankündigung wurde Disney Worlds dritter Themenpark angekündigt: ein Filmstudio-Themenpark, zunächst Disney-MGM Studios genannt (später in Disney’s Hollywood Studios umbenannt). Aus diesem Grund waren die ersten Pressemitteilungen von Universal Studios Florida sehr vage und enthielt kaum Details über Größe, geschätzte Kosten oder die geplanten Attraktionen. So begann, was viele Experten der Unterhaltungs- und Vergnügungsindustrie als „Kampf der Titanen“ bezeichneten. Überraschenderweise erregte die Eröffnung der Filmstudios beider Unternehmen mehr Aufmerksamkeit als der bevorstehende Wettbewerb um Touristen: Die Einwohner Orlandos begannen, die Stadt als Hollywood East zu bezeichnen, und lokale Medien berichteten, dass die Region zu einem wichtigen Akteur in der Filmindustrie werden würde.
Unter dem Namen Universal Studios Florida sollte der Park ursprünglich 1989 eröffnet werden und ähnlich wie die Universal Studios Tour in Kalifornien gestaltet sein. Der Komplex sollte auf einem 167,5 Hektar großen Grundstück, das zuvor MCA gehörte, errichtet werden, mit geschätzten Kosten von 500 Millionen US-Dollar. Er sollte Live-Shows, Ausstellungen, berühmte Filmsets und Straßen zum Erkunden sowie Studios und Tonbühnen für die Produktion von Filmen und Fernsehsendungen umfassen. Disney sah sich gleichzeitig dazu veranlasste, Pläne für einen eigenen Studio-Themenpark, die Disney-MGM Studios, zu schmieden. Die Entwicklung von Universal Studios Florida zog sich über das Jahrzehnt hin, und der Park wurde schließlich 1990 in der Nähe des International Drive eröffnet. Die endgültigen Baukosten wurden auf 630 Millionen US-Dollar geschätzt, wobei MCA Universal und The Rank Organisation jeweils 50 % gemeinsam besaßen. Am 7. Juni 1990 öffnete Universal Studios Florida seine Tore für die Öffentlichkeit mit einer Eröffnungszeremonie, bei der Steven Spielberg das Eröffnungsband durchschnitt. Auch Schauspieler wie Michael J. Fox und Sylvester Stallone waren anwesend. Zu diesem Zeitpunkt umfasste der Park sechs Themenbereiche: Production Central, Hollywood, New York, San Francisco/Amity, World Expo und Kids Zone.

### 1990er Jahre
In den frühen 1990ern hatte Universal Studios Florida mit Herausforderungen zu kämpfen. Die Besucherzahlen lagen zunächst unter den Erwartungen, was teilweise auf technische Probleme bei einigen Attraktionen zurückzuführen war, wie etwa bei Jaws, das wiederholt geschlossen werden musste. Auch die Konkurrenz durch das nahegelegene Walt Disney World Resort war intensiv. Dennoch etablierte sich der Park als Attraktion für Filmfans, da er eine einzigartige Mischung aus Fahrgeschäften, Shows und Studioeinblicken bot.

### 2000er Jahre
Die 2000er-Jahre markierten eine Phase des Wachstums und der Modernisierung. Universal Studios Florida begann, neue Technologien und populäre Filmfranchises einzubinden, um ein breiteres Publikum anzuziehen. Während dieser Zeit wurde das Produktionsstudio weniger genutzt, da sich der Fokus stärker auf den Freizeitpark verlagerte. Shows wie die TNA Impact Wrestling-Aufzeichnungen fanden bis 2018 gelegentlich statt, doch die Bedeutung des Studios nahm ab.
- 2000: Eröffnung von „Men in Black: Alien Attack“, einer interaktiven Schießattraktion, die auf dem Film „Men in Black“ basiert.
- 2004: Eröffnung von „Revenge of the Mummy“, einer Indoor-Achterbahn mit Spezialeffekten, die „Kongfrontation“ ersetzte und als erste moderne Achterbahn des Parks galt.[7]
- 2008: Eröffnung von „The Simpsons Ride“, einem Simulator, der „Back to the Future: The Ride“ ersetzte und die Welt der Zeichentrickserie „Die Simpsons“ thematisierte.[8]
- 2009: Eröffnung von „Hollywood Rip Ride Rockit“, einer Stahlachterbahn mit vertikalem Lift und individuell wählbarem Soundtrack, die den Park um ein markantes Wahrzeichen ergänzte.

### 2010er Jahre
Ein Wendepunkt in der Geschichte des Parks war die Einführung von The Wizarding World of Harry Potter. Universal erkannte das Potenzial der Harry-Potter-Franchise und investierte massiv in eine immersive Themenwelt.
- 2014: Eröffnung von The Wizarding World of Harry Potter – Diagon Alley im Bereich des ehemaligen Jaws-Geländes. Die Hauptattraktion war Harry Potter and the Escape from Gringotts, eine Indoor-Themenfahrt mit Achterbahn-Elementen. Der Hogwarts Express, der Universal Studios Florida mit dem Schwesterpark Universal’s Islands of Adventure verbindet, wurde ebenfalls eröffnet und ermöglichte den Transport zwischen den Harry-Potter-Bereichen beider Parks.

Die Einführung von Diagon Alley führte zu einem erheblichen Anstieg der Besucherzahlen, da der Park nun eine der weltweit beliebtesten Themenwelten beherbergte. Weitere Entwicklungen in den 2010ern umfassten:
- 2013: Eröffnung von „Transformers: The Ride 3D“, einem actiongeladenen Simulator basierend auf der „Transformers“-Filmreihe.
- 2017: Eröffnung von „Race Through New York Starring Jimmy Fallon“, einem Simulator, der „Twister… Ride It Out“ ersetzte.[9]
- 2018: Eröffnung von „Fast & Furious: Supercharged“, einer Simulator-Attraktion, die jedoch gemischte Reaktionen erhielt.[10]

### 2020er Jahre
Einige ältere Attraktionen, wie Disaster! und Shrek 4D, wurden geschlossen, um Platz für neue Entwicklungen zu schaffen.
- 2023: Eröffnung von „Illumination’s Minion Land“, einem Bereich, der auf den „Ich – Einfach unverbesserlich“-Filmen basiert. Die Hauptattraktion war „Illumination’s Villain-Con Minion Blast“, eine interaktive Schießattraktion.
- 2024: Eröffnung von „DreamWorks Land“, einem kinderfreundlichen Bereich mit Attraktionen zu Filmen wie „Shrek“, „Trolls“ und „Kung Fu Panda“. Dieser Bereich ersetzte die frühere Kids Zone.[11]

Im September 2025 wird die Achterbahn Hollywood Rip Ride Rockit dauerhaft geschlossen, um Platz für zukünftige Entwicklungen zu schaffen. Der Park bleibt ganzjährig geöffnet, mit Besucherzahlen, die 2018 etwa 10,7 Millionen erreichten, was ihn zu einem der 20 meistbesuchten Freizeitparks weltweit macht.

## Themenbereiche und Attraktionen

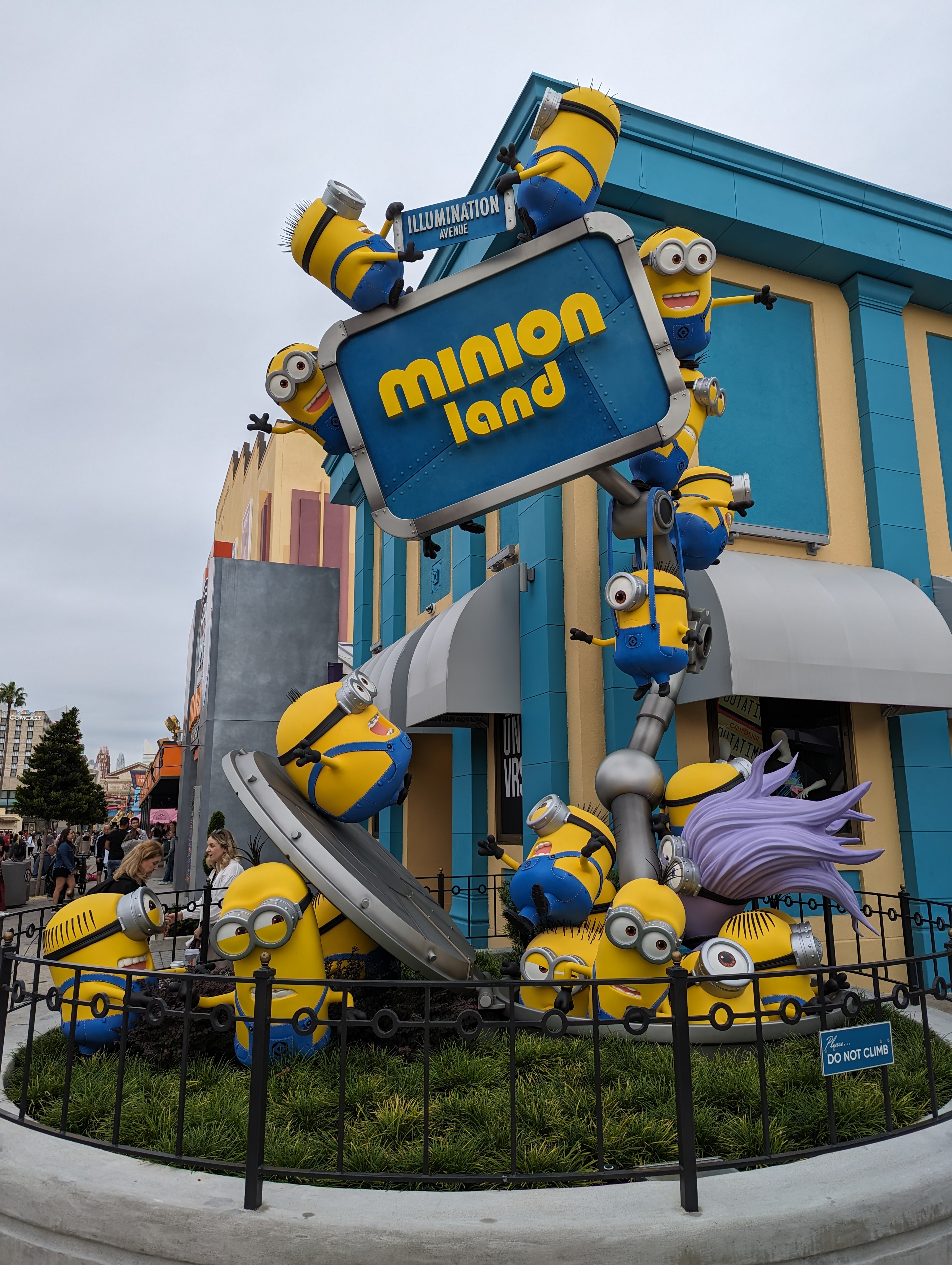
Illumination's Minion Land Eingangsschild

### Entrance (Eingangsbereich)
Entrance, der Eingangsbereich der Universal Studios Florida, seit der Eröffnung am 7. Juni 1990 als thematische Zone bekannt, führt Gäste in die Welt des Hollywood-Filmemachens ein. Ursprünglich bis etwa 1992 als Front Lot bezeichnet und zusammen mit Production Central als In Production-Bereich geführt, bot die Zone eine nostalgische Kulisse mit Art-déco-Architektur, Palmen und dem ikonischen Universal-Portal, inspiriert von den großen Filmstudios der 1930er bis 1950er Jahre. Er dient als zentrale Anlaufstelle mit Hauptticketverkauf, Gästeservices und dem Studio Guide, während Straßen wie Hollywood Boulevard in angrenzende Bereiche wie Hollywood übergehen. Ohne eigene Attraktionen fungiert die Zone als atmosphärischer Übergang, belebt durch Straßenkünstler, gelegentliche Charaktere wie Charlie Chaplin und filmische Details wie Studiobeleuchtung. Um 1992 wurde die Bezeichnung Front Lot durch Production Central ersetzt, da der Bereich um Attraktionen wie Nickelodeon Studios (1990–2005) erweitert wurde, doch nach dem Rückbau von Production Central war die Zone lange Zeit im Parkplan unbenannt, bevor sie als Entrance gelistet wurde und dem Bereich Hollywood zugerechnet wird.

### Illumination's Minion Land
Illumination’s Minion Land, eröffnet am 11. August 2023 als eigenständiger Themenbereich in den Universal Studios Florida, ist eine Zone, die auf den Ich – Einfach unverbesserlich-Filmen und den Minions von Illumination Entertainment basiert. Sie ersetzte Teile des ehemaligen Production Central-Bereichs und integriert die Illumination Avenue, eine thematisch gestaltete Straße mit farbenfrohem Design und Minion-inspirierten Elementen. Die Entwicklung begann 2021, als Universal den Production Central-Bereich, der zuvor Attraktionen wie Nickelodeon Studios (1990–2005) und Shrek 4D (2003–2022) umfasste, umgestaltete, mit einem geschätzten Budget von etwa 50 Millionen US-Dollar. Die Zone wurde von Universal Creative in Zusammenarbeit mit Illumination entworfen, um die Ästhetik der Filme widerzuspiegeln. Sie umfasst thematische Gastronomie mit Minion-inspirierten Speisen und Getränken sowie Geschäfte mit Merchandise wie Plüschfiguren und Kleidung. Charakter-Meet-and-Greets, Wandmalereien und Requisiten ergänzen das Erlebnis.
| Attraktionen | Attraktionen                            | Attraktionen                   | Attraktionen                                                                                          | Attraktionen |
| Bild         | Name                                    | Typ                            | Eröffnung                                                                                             | Beschreibung |
| ------------ | --------------------------------------- | ------------------------------ | --- | --- |
|              | Illumination’s Villain-Con Minion Blast | Interaktive Shooter-Attraktion | 11. August 2023                                                                                       | Illumination’s Villain-Con Minion Blast ist eine interaktive Familienattraktion. Besucher tauchen in die Welt der Villain-Con ein, bekannt aus Minions: Auf der Suche nach dem Mini-Boss, und kämpfen mit einem E-Liminator X-Blaster auf einem beweglichen Laufband um den Titel des neuen Mitglieds der Vicious 6. |
|              | Despicable Me Minion Mayhem             | Intamin Simulator              | 7. Juni 1990 (als Funtastic World of Hanna-Barbera) Seit 2. Juli 2012 als Despicable Me Minion Mayhem | Despicable Me Minion Mayhem ist ein Simulator, bei der Gäste in Grus Labor zu Minions ausgebildet werden. Zuvor war die Attraktion von 2000 bis 2011 als Jimmy Neutron’s Nicktoon Blast thematisiert, basierend auf der Nickelodeon-Serie, mit einer Simulatorfahrt gegen Bösewichte und Charakteren wie SpongeBob. Davor, von 1990 bis 2002, hieß sie The Funtastic World of Hanna-Barbera, bei der Gäste mit Yogi Bär und Figuren wie den Jetsons oder Flintstones in einem Simulator-Abenteuer Elroy Jetson retteten, bis sie aufgrund nachlassender Popularität und Lizenzablauf ersetzt wurde. |
|              | Illumination Theater                    | Meet and Greet                 | – | Illumination Theater ist ein Outdoor-Bereich für Charakter-Meet-and-Greets. Gäste können Figuren aus Despicable Me wie die Minions, Gru, Margo, Edith und Agnes sowie Charaktere aus Sing wie Rosita, Gunter und Johnny treffen. |

| Gastronomie | Gastronomie                | Gastronomie   | Gastronomie | Gastronomie |
| Bild        | Name                       | Typ           | Eröffnung   | Beschreibung |
| ----------- | -------------------------- | ------------- | ----------- | --- |
|             | Freeze Ray Pops            | Eisstand      | August 2023 | Freeze Ray Pops ist ein Walk-up-Kiosk neben Bake My Day, der Wassereis am Stiel anbietet. Basierend auf Despicable Me, umfasst das Sortiment spezielle Popsicles in Geschmacksrichtungen wie Mango, Erdbeere oder Cookies & Cream. Zusätzlich werden Getränke wie Wasser und Powerade verkauft. |
|             | Illumination’s Minion Cafe | Restaurant    | August 2023 | Illumination’s Minion Café ist ein Quick-Service Restaurant mit Despicable Me-Thematik, das das frühere Universal Studios’ Classic Monsters Café ersetzt. Es bietet eine bunte, immersive Atmosphäre mit Bereichen wie Küche, Pausenraum und Speisesaal, dekoriert mit Minion-Details wie Stuart’s zerstörter Gitarre. Gäste bestellen über die Universal Orlando App, mit Tischservice und Express-Fenster. |
|             | Pop-A-Nana                 | Popcorn-Stand | August 2023 | Pop-A-Nana ist ein Walk-up-Kiosk, der sich auf Minion-inspirierte Snacks spezialisiert. |

| Shops | Shops             | Shops       | Shops       | Shops |
| Bild  | Name              | Typ         | Eröffnung   | Beschreibung |
| ----- | ----------------- | ----------- | ----------- | --- |
|       | Bake My Day       | Bäckerei    | August 2023 | Bake My Day ist eine Bäckerei und Merchandise-Shop mit Minion- und Einhorn-Thematik. Sie bietet Süßwaren wie Cupcakes, Macarons und Cake Pops sowie Merchandise wie Kleidung und Plüschfiguren. |
|       | Evil Stuff        | Merchandise |             | Evil Stuff ist ein Geschenkeladen in Minion Land, Universal Studios Florida, am Ausgang von Villain-Con Minion Blast. Seit Juni 2023 bietet er Despicable Me- und Minions-Merchandise, fokussiert auf die Vicious 6, in lila-orangem Design mit personalisierbaren Artikeln.                                                                                             |
|       | Super Silly Stuff | Merchandise |             | Super Silly Stuff ist ein Geschenkeladen in Minion Land der Universal Studios Florida, direkt neben der Attraktion Despicable Me Minion Mayhem. Seit 2012 bietet er Merchandise zur Despicable Me- und Minions-Franchise, darunter Plüschfiguren, Kleidung und Accessoires. Der Laden ist bunt gestaltet und spiegelt die verspielte, humorvolle Welt der Minions wider. |

### Hollywood

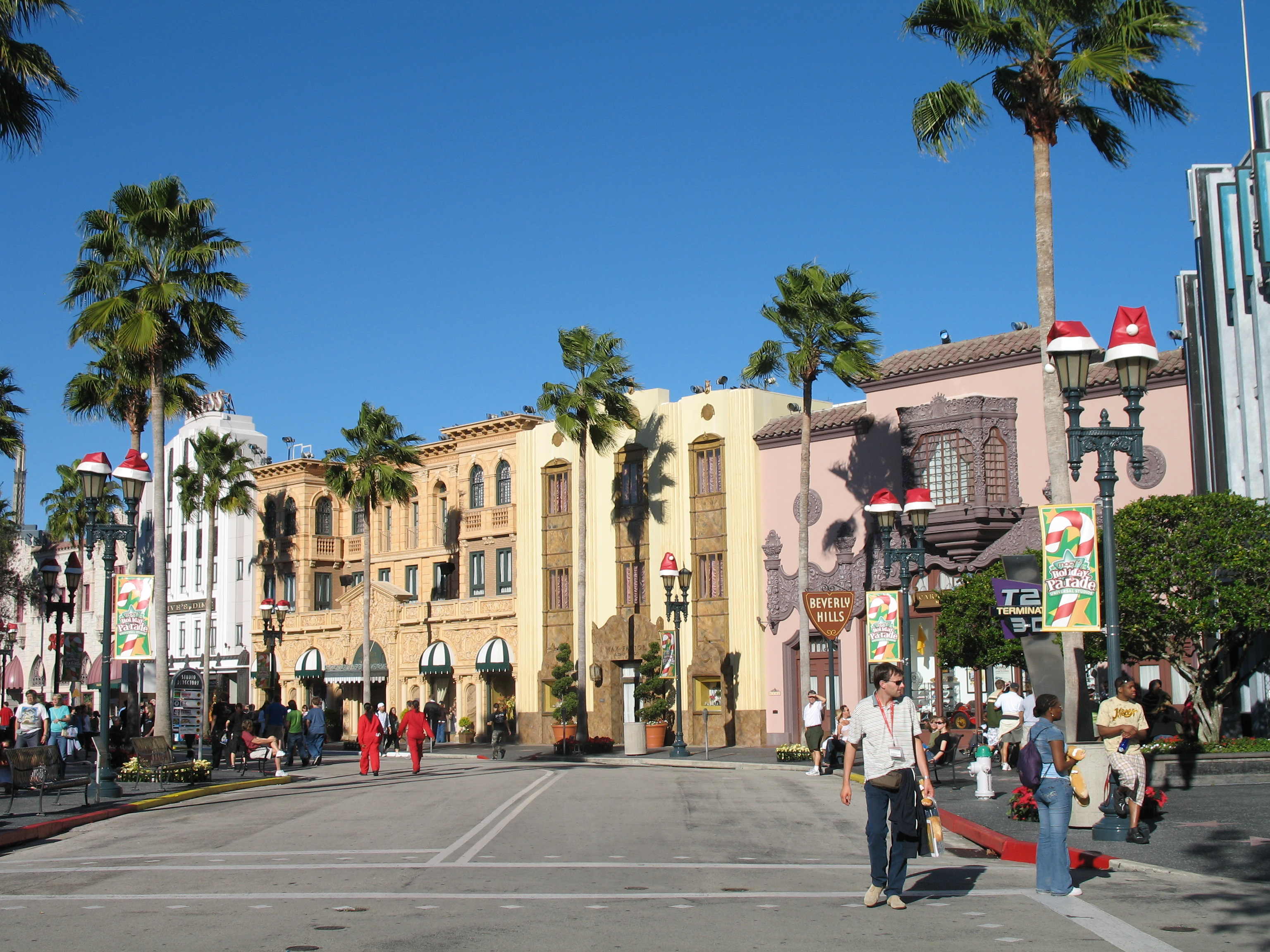
Der Hollywood-Themenbereich

Der Hollywood-Themenbereich in den Universal Studios Florida ist von der Ästhetik des klassischen Hollywoods geprägt. Die Hauptstraße, Hollywood Boulevard, ist von Palmen gesäumt und mit Art-déco-Fassaden, neonbeleuchteten Schildern und sternenförmigen Plaketten gestaltet, die an den Walk of Fame erinnern. Schaufenster von Geschäften und Restaurants zeigen Filmrequisiten, Kostüme und Fotos aus bekannten Produktionen.
Zu den Attraktionen zählt die Achterbahn Hollywood Rip Ride Rockit, die Geschwindigkeiten von bis zu 65 km/h erreicht und Loopings sowie steile Abfahrten bietet. Gäste können vor der Fahrt einen Song aus einer Liste auswählen, der über Sitzlautsprecher abgespielt wird. Die Universal Studios’ Horror Make-Up Show ist eine etwa 25-minütige Live-Vorführung, die Techniken von Spezialeffekten und Horrormake-up zeigt und mit humorvollen Anekdoten kombiniert. Auf den Straßen treten regelmäßig Künstler in Retro-Kostümen auf, die Szenen aus klassischen Filmen nachstellen oder improvisierte Sketche zeigen. Die Universal Orlando’s Superstar Parade bringt täglich Wagen mit Charakteren wie den Minions, Shrek oder Figuren aus Madagascar in den Bereich. Gelegentliche musikalische Darbietungen oder Tanzauftritte in nostalgischen Outfits ergänzen das Programm. Speisemöglichkeiten umfassen Mel’s Drive-In, ein Diner im 50er-Jahre-Stil mit Jukebox-Musik, das Burger, Pommes und Milkshakes serviert. Das Café La Bamba bietet mexikanisch inspirierte Gerichte in einem entspannten Ambiente. Kleinere Stände und Cafés verkaufen Snacks wie Kaffee, Gebäck oder Eis. Einkaufsmöglichkeiten umfassen Silver Screen Collectibles, wo T-Shirts, Tassen, nachgebildete Requisiten und Sammlerstücke wie signierte Poster erhältlich sind. Studio Styles bietet modeinspirierte Kleidung und Accessoires, während kleinere Stände personalisierte Andenken wie gravierte Oscars oder Filmklappen verkaufen.
| Attraktionen | Attraktionen                           | Attraktionen      | Attraktionen | Attraktionen |
| Bild         | Name                                   | Typ               | Eröffnung    | Beschreibung |
| ------------ | -------------------------------------- | ----------------- | ------------ | --- |
|              | E.T. Adventure                         | Intamin Dark Ride | 7. Juni 1990 | E.T. Adventure ist eine hängende Dark-Ride-Attraktion, die auf Steven Spielbergs Film E.T. – Der Außerirdische (1982) basiert. Gäste fahren auf fahrradähnlichen Gondeln, die an der Decke hängen, und erleben die ikonische Flugszene über eine Stadt, bevor sie E.T. zu seinem Heimatplaneten, dem Green Planet, begleiten, um diesen zu retten. |
|              | Meet SpongeBob SquarePants and Friends | Meet and Greet    |              | |
|              | NBC Media Center                       | Umfragen          |              | NBC Media Center, gelegen in den Garden of Allah Villas zwischen Hollywood und KidZone, ist eine saisonale, interaktive Umfrage-Attraktion, die 2015 eröffnet wurde. Gäste können an Fokus-Tests für kommende Universal Studios-Filme oder NBC-Fernsehsendungen teilnehmen. Die Attraktion ist in der Hochsaison geöffnet und die Teilnahme hängt von demografischen Quoten (z. B. Alter, Geschlecht, Ethnie) ab. Zuvor befand sich von 2006 bis 2014 an diesem Ort das Delancey Street Preview Center im New York-Bereich, das ähnliche Medienvorschauen anbot. |

| Shows | Shows                                   | Shows               | Shows     | Shows |
| Bild  | Name                                    | Typ                 | Eröffnung | Beschreibung |
| ----- | --------------------------------------- | ------------------- | --------- | --- |
|       | Animal Actors on Location!              | Tierdarsteller-Show | 1990      | Animal Actors on Location! ist eine Live-Bühnenshow, die 2006 eröffnet wurde und Animal Planet Live! (2001–2006) sowie die ursprüngliche Animal Actors Stage (1990–2001) ersetzte. Die 25-minütige Vorführung zeigt trainierte Hunde, Katzen, Vögel, Schweine und andere Tiere, von denen viele aus Tierheimen stammen und in Filmen wie Marley & Me oder Men in Black auftraten. In einem überdachten Freiluft-Amphitheater kombiniert die Show Videosegmente, komödiantische Sketche und Tiertricks, wobei ein Trainer positive Verstärkungstechniken erklärt. |
|       | The Bourne Stuntacular                  | Live-Show           | 2020      | The Bourne Stuntacular, eröffnet am 30. Juni 2020, ist eine Live-Stuntshow, die auf der Jason-Bourne-Filmreihe basiert und Terminator 2: 3-D Battle Across Time ersetzte. Die 20-minütige Show nutzt eine 338 Quadratmeter große LED-Leinwand (39,6 Meter breit, 8,5 Meter hoch), präzises Projektionsmapping und bewegliche Bühnenstücke, darunter einen 6,1 Meter hohen Autolift. Gäste verfolgen Bourne, unterstützt von Nicky Parsons (Julia Stiles im Preshow-Video), auf einer actiongeladenen Mission über drei Kontinente (Tanger, Washington D.C., Dubai) mit Verfolgungsjagden, Faustkämpfen und akrobatischen Stunts. Die Warteschlange zeigt Requisiten wie den Mini Cooper aus The Bourne Identity.                                                                  |
|       | Character Party Zone                    | Charakter-Show      |           | Character Party Zone, ist ein geplantes Charakter-Meet-and-Greet-Erlebnis. Charaktere aus Ich – Einfach unverbesserlich (einschließlich Minions), SpongeBob Schwammkopf, Dora und Hop – Osterhase oder Superstar? treten zu festgelegten Zeiten auf, die im täglichen Parkplan oder der Universal Orlando Resort App angegeben sind, und zeigen sich auf bunten Paradefloats mit ihrer charakteristischen Musik. Die kurzen Tanzvorführungen werden von Foto- und Interaktionsmöglichkeiten gefolgt. |
|       | CineSational: A Symphonic Spectacular   | Fontänen-Show       | 2024      | CineSational: A Symphonic Spectacular ist eine nächtliche Show, die Universal Orlando’s Cinematic Celebration ersetzte. Die 20-minütige Vorführung kombiniert Projektionen auf Wasserfontänen (bis zu 15 Meter hoch), Drohnenlichtshows (200 Drohnen) und Pyrotechnik. Sie feiert Universal-Filme wie Harry Potter, Jurassic World, Die Mumie, Zurück in die Zukunft und E.T. durch orchestrale Musik, synchronisierte Wassereffekte und Szenenclips. Vorher war die Lagune von 2018 bis 2022 Schauplatz von Universal’s Cinematic Celebration, einer ähnlichen Show mit Filmen wie Fast & Furious und Ich – Einfach unverbesserlich. |
|       | Hollywood Character Zone                | Live-Show           |           | Hollywood Character Zone ist ein Bereich für ungeplante Charakter-Meet-and-Greets. Gäste können Figuren wie Marilyn Monroe, Scooby-Doo, Shaggy, Betty Boop oder die Knight Bus-Crew aus Harry Potter antreffen, die spontan für Fotos und kurze Interaktionen erscheinen. |
|       | Universal Mega Movie Parade             | Parade              |           | Universal Mega Movie Parade ist die größte Tagesparade des Parks und ersetzte die Universal’s Superstar Parade (zuletzt 2022). Sie umfasst 13 neue Wagen und über 100 Darsteller, darunter Tänzer, Rollschuhfahrer, Stelzenläufer und Poi-Künstler, mit Spezialeffekten. Die Parade feiert Filme wie E.T. – Der Außerirdische, Zurück in die Zukunft, Der weiße Hai, Ghostbusters, Jurassic World, Illumination’s Ich – Einfach unverbesserlich und Sing sowie DreamWorks Trolls und Kung Fu Panda. Die Route startet zwischen Horror Make-Up Show und Cafe La Bamba, führt durch Hollywood, Illumination Avenue und New York und endet am Ausgangspunkt. |
|       | Universal Orlando’s Horror Make-Up Show | Live-Show           | 1990      | Universal Orlando’s Horror Make-Up Show ist eine Live-Show, die die Geschichte der Horrorfilme von Universal Pictures beleuchtet, mit Fokus auf Prothesen-Make-up. Die 25-minütige Vorführung, inspiriert von The Land of a Thousand Faces (1975–1980) in Universal Studios Hollywood, findet im nachgebauten Pantages Theatre statt und ist eine von zwei noch laufenden Eröffnungsattraktionen neben E.T. Adventure. Clips von Filmen wie Psycho, Jaws, The Thing und Die Mumie werden gezeigt, während die Lobby Requisiten von Hellboy II, Van Helsing und den Universal Monsters ausstellt. Früher hieß die Show The Phantom of the Opera Horror Make-Up Show (1990–2004) und The Gory, Gruesome and Grotesque Horror Make-Up Show, mit Themen wie The Phantom oder The Fly. |

| Gastronomie | Gastronomie       | Gastronomie              | Gastronomie  | Gastronomie |
| Bild        | Name              | Typ                      | Eröffnung    | Beschreibung |
| ----------- | ----------------- | ------------------------ | ------------ | --- |
|             | Cafe La Bamba     | Quick-Service-Restaurant | 7. Juni 1990 | Cafe La Bamba ist ein saisonales Quick-Service-Restaurant mit südkalifornisch-mexikanischem Menü. |
|             | Mel’s Drive-In    | Quick-Service-Restaurant | 7. Juni 1990 | Mel’s Drive-In ist ein Quick-Service-Restaurant, inspiriert vom Film American Graffiti (1973). Mit einem Retro-50er-Jahre-Design, einschließlich Jukeboxen an den Tischen, Vinyl-Sitzen und Oldtimer-Autos vor dem Eingang, bietet es klassische Dinerspeisen wie Burge, Chicken Fingers, Hot Dogs, Pommes, Onion Rings und Milchshakes. |
|             | Schwab’s Pharmacy | Quick-Service-Eiscafé    |              | Schwab’s Pharmacy ist ein Quick-Service-Eiscafé, das dem Drugstore am Sunset Boulevard nachempfunden ist, einem Treffpunkt für Hollywood-Stars der 1930er bis 1950er Jahre. Es serviert Häagen-Dazs-Eiscreme. |
|             | TODAY Cafe        | Quick-Service-Restaurant | 16. Mai 2019 | TODAY Cafe ist ein Quick-Service-Restaurant, inspiriert von NBCs Today-Show. Es ersetzte die Beverly Hills Boulangerie, eine Eröffnungsattraktion von 1990. Das Café imitiert das Studio 1A in New York mit orangefarbenen Akzenten, großen Fenstern und TV-Bildschirmen, die TODAY-Clips oder Live-Übertragungen zeigen.                |

| Shops | Shops                        | Shops                                                    | Shops     | Shops |
| Bild  | Name                         | Typ                                                      | Eröffnung | Beschreibung |
| ----- | ---------------------------- | -------------------------------------------------------- | --------- | --- |
|       | It's a Wrap                  | Bekleidung, Spielzeuge, Souvenirs und Geschenke          |           | It's a Wrap ist ein Geschenkeladen in Universal Studios Florida, gelegen nahe dem Parkausgang. Der Laden dient als letzte Einkaufsmöglichkeit für Souvenirs wie Kleidung, Accessoires und Retro-Merchandise, etwa Jaws-Artikel, oft mit Rabatten auf Auslaufware. Zudem ist er die Abholstation für im Park gekaufte Artikel und bietet seit 2025 einen Abholschalter für My Universal Photos. Die Gestaltung ist schlicht und funktional, passend zur Lage am Ausgang. |
|       | Studio Sweets                | Süßigkeiten                                              |           | |
|       | Universal Studios Store      | Bekleidung, Spielzeuge, Schmuck, Souvenirs und Geschenke |           | Der Universal Studios Store ist ein großer Geschenkeladen nahe dem Eingang der Universal Studios Florida. Er bietet eine breite Auswahl an Merchandise, darunter Kleidung, Accessoires, Plüschfiguren und Souvenirs zu Attraktionen wie Harry Potter, Jurassic Park und Minions. Der Laden dient als zentrale Einkaufsstelle für Gäste und war bis Februar 2025 auch Standort von Studio Sweets. Mit einer einladenden, thematischen Gestaltung und saisonalen Angeboten ist er ein beliebter Anlaufpunkt. Derzeit wird der Store erweitert, was zur vorübergehenden Schließung von Studio Sweets führte. |
|       | Brown Derby Hat Shop         |                                                          |           | Der Brown Derby Hat Shop ist ein Geschäft im Hollywood-Bereich der Universal Studios Florida, inspiriert vom legendären Brown Derby Restaurant. Früher spezialisierte es sich auf Hüte wie Fedoras, Jurassic Park-Helme und Charakter-Perücken. Seit 2022 dient es zeitweise als Prop Shop. |
|       | The Dark Room                |                                                          |           | The Dark Room war ein Fotostudio im Hollywood-Bereich der Universal Studios Florida, das sich auf My Universal Photos-Erlebnisse spezialisierte. Es bot zwei Fotokabinen mit Greenscreen-Technologie, jeweils mit vier exklusiven Hintergründen zu Themen wie Transformers, Despicable Me und Jurassic Park. |
|       | Five & Dime                  |                                                          |           | Five & Dime ist ein Geschenkeladen im Hollywood-Bereich der Universal Studios Florida, am Ausgang von Horror Make-Up Show und The Bourne Stuntacular. Er bietet Universal Monsters-Merchandise, saisonale Artikel wie für Halloween Horror Nights und Annual Passholder-Exclusives. Das Design ist im klassischen Hollywood-Stil gehalten. |
|       | Spongebob StorePants         |                                                          |           | SpongeBob StorePants ist ein Geschenkeladen im Hollywood-Bereich der Universal Studios Florida, eröffnet 2012. Er bietet SpongeBob SquarePants-Merchandise wie Plüschfiguren und Kleidung. Die Gestaltung spiegelt Bikini Bottom wider, mit Meet-and-Greets, thematischen Snacks und einem Foto-Schalter. |
|       | E.T. Toy Closet & Photo Spot |                                                          |           | E.T.’s Toy Closet & Photo Spot ist ein Geschenkeladen in Woody Woodpecker’s KidZone, Universal Studios Florida, am Ausgang von E.T. Adventure. Er bietet E.T.-Merchandise wie Plüschfiguren und zwei Greenscreen-Foto-Stationen (Fahrrad/Mond, Spielzeugschrank). Fotos sind Teil von My Universal Photos. 2023 war er kurzzeitig geschlossen. |

### New York
Der Themenbereich New York in den Universal Studios Florida, seit der Eröffnung des Parks am 7. Juni 1990 ein fester Bestandteil, bildet die Atmosphäre von New York City nach, mit detailgetreuen Nachbildungen von Brownstone-Gebäuden, kopfsteingepflasterten Straßen und Wahrzeichen wie der Central Park. Ursprünglich war der Bereich stark auf die Filmproduktion fokussiert, mit Attraktionen, die Einblicke hinter die Kulissen boten. Eine der ersten Attraktionen war „Kongfrontation“ (1990–2002), ein Dark Ride, bei dem Besucher in einer Seilbahn durch Manhattan fuhren und einem animatronischen King Kong begegneten, basierend auf der 1976er-Verfilmung. Die technisch aufwendige Attraktion, mit einer sieben Tonnen schweren Kong-Figur, wurde 2002 geschlossen, um Platz für neue Entwicklungen zu schaffen. Ebenfalls präsent war „Alfred Hitchcock: The Art of Making Movies“ (1990–1998), eine Show, die Hitchcocks Regietechniken zeigte, mit einer Nachstellung der „Psycho“-Duschszene und 3D-Filmen. Diese wurde 1998 durch „Twister… Ride It Out“ (1998–2015) ersetzt.
Die Attraktion „Twister… Ride It Out“ (1998–2015) war eine Spezialeffekt-Simulation, basierend auf dem Film „Twister“ von 1996, bei der Gäste einen simulierten Tornado mit Wind, Regen und pyrotechnischen Effekten erlebten, moderiert von den Schauspielern Bill Paxton und Helen Hunt. Sie schloss 2015, um „Race Through New York Starring Jimmy Fallon“ (eröffnet 2017) Platz zu machen, einem Flying-Theatre-Simulator, der eine virtuelle Reise durch New York City bietet, moderiert von Jimmy Fallon, mit Szenen von der Tonight Show und Orten wie dem Times Square. Die Warteschlange, gestaltet als NBC Studios, umfasst interaktive Touchscreens und Exponate. Seit 2004 ist „Revenge of the Mummy“ die Hauptattraktion, eine Indoor-Dunkelachterbahn, die „Kongfrontation“ ersetzte. Basierend auf den „Die Mumie“-Filmen, bietet sie eine 670 Meter lange Strecke mit Geschwindigkeiten von etwa 70 km/h, animatronischen Figuren und Effekten wie Feuer, sowie eine Warteschlange mit ägyptischen Artefakten. Die „The Blues Brothers Show“, seit 1991 aktiv, belebt die Straßen mit Live-Auftritten von Jake und Elwood Blues, die Klassiker wie „Sweet Home Chicago“ singen. Von 2002 bis 2005 gab es „Extreme Ghostbusters: The Great Fright Way“, eine aktualisierte Straßenaufführung, die die frühere „StreetBusters“-Show ersetzte.
Die „Hollywood Rip Ride Rockit“, eine Stahlachterbahn, die 2009 eröffnet wurde, ist ein markantes Element mit einer 51 Meter hohen Vertikalliftstrecke, Geschwindigkeiten von 105 km/h und einem individuell wählbaren Soundtrack. Sie erstreckt sich über 1.200 Meter und nutzt die Länge des Parks, wird jedoch im September 2025 geschlossen, um einem neuen Projekt Platz zu machen.
| Attraktionen | Attraktionen                                | Attraktionen                                  | Attraktionen    | Attraktionen |
| Bild         | Name                                        | Typ                                           | Eröffnung       | Beschreibung |
| ------------ | ------------------------------------------- | --------------------------------------------- | --------------- | --- |
|              | Hollywood Rip Ride Rockit                   | Maurer Rides – X-Car                          | 19. August 2009 | Hollywood Rip Ride Rockit ist eine Stahlachterbahn vom Typ X-Car Music des Herstellers Maurer Rides, die im September 2025 schließen wird. Mit einer Höhe von 51 Metern, einer Länge von 1.200 Metern und einer Höchstgeschwindigkeit von 105 km/h bietet sie einen vertikalen Lifthill, einen nicht-invertierenden Looping und mehrere Bremsabschnitte. Gäste wählen auf einem Touchscreen einen von fünf Songs (z. B. „Welcome to the Black Parade“ von My Chemical Romance oder „Sandstorm“ von Darude) oder über einen Geheimcode aus 60 alternativen Songs, die über Sitzlautsprecher abgespielt werden. Die Bahn nutzt sieben Züge mit je zwölf Sitzplätzen, eine bewegliche Ladeplattform und LED-Lichter. Vorher war der Bereich Teil von Nickelodeon Studios (1990–2005), danach ungenutzt, bis die Achterbahn gebaut wurde. |
|              | Meet The Transformers                       | Meet and Greet                                |                 | |
|              | Race Through New York Starring Jimmy Fallon | Dynamic Motion Rides – Simulator              | 2017            | Race Through New York Starring Jimmy Fallon ist ein 3D-Motion-Simulator, basierend auf The Tonight Show Starring Jimmy Fallon. Gäste rasen in einem flying theater mit 72 Sitzen gegen Fallon in seinem Tonight Rider durch New Yorks Wahrzeichen wie die Freiheitsstatue, den Times Square und die U-Bahn, inklusive eines Ausflugs zum Mond. Die Warteschlange, ein Nachbau des 30 Rockefeller Plaza, bietet interaktive Elemente wie Tonight Show-Exponate, Spiele, „Thank You Notes“-Schreibtische und Auftritte von Hashtag the Panda oder den Ragtime Gals. Die Fahrt ersetzte Twister...Ride it Out (1998–2015), das zuvor Ghostbusters Spooktacular (1990–1996) ablöste. |
|              | Revenge of the Mummy                        | Premier Rides – Launched Coaster              | 2004            | Revenge of the Mummy ist eine Indoor-Stahlachterbahn mit Dark-Ride-Elementen, inspiriert von der Mummy-Filmreihe. Die 670 Meter lange Strecke von Premier Rides erreicht 72 km/h, nutzt lineare Induktionsmotoren und bietet animatronische Figuren wie Imhotep sowie Spezialeffekte wie Feuer und Nebel. Gäste erleben eine archäologische Ausgrabung, die durch einen Fluch des Mumienkönigs gefährlich wird. Die Warteschlange führt durch ein ägyptisches Grab mit Requisiten aus den Filmen. Sie ersetzte Kongfrontation (1990–2002). |
|              | Transformers: The Ride-3D                   | Oceaneering Entertainment Systems – Dark Ride | 20. Juni 2013   | Transformers: The Ride-3D ist ein Dark-Ride, basierend auf der Transformers-Filmreihe von Michael Bay. Gäste schließen sich den Autobots an, um das AllSpark vor den Decepticons zu schützen, und fahren in einem EVAC-Fahrzeug (12 Sitze) durch eine 610 Meter lange Strecke mit 13 hochauflösenden 3D-Bildschirmen (18 Meter hoch), Spezialeffekten wie Wind und Hitze sowie animatronischen Figuren wie Optimus Prime. Die Fahrt erreicht simulierte Geschwindigkeiten von 96 km/h und erstreckt sich über zwei Stockwerke. |

| Shows | Shows                   | Shows | Shows     | Shows |
| Bild  | Name                    | Typ   | Eröffnung | Beschreibung |
| ----- | ----------------------- | ----- | --------- | --- |
|       | The Blues Brothers Show |       | 1991      | The Blues Brothers Show ist eine 15-minütige Live-Aufführung, inspiriert vom Film The Blues Brothers (1980). Auf einer Freilichtbühne in der Delancey Street performen Jake und Elwood Blues, dargestellt von professionellen Schauspielern, ikonische Songs wie „Soul Man“, „Sweet Home Chicago“ und „Gimme Some Lovin’“ mit einer Live-Band und Tänzern. |
|       | ¡Vamos! – Báilalo       |       | 2023      | ¡Vamos! – Báilalo ist eine 10-minütige Live-Tanzshow, die während des Universal Orlando Mardi-Gras-Events saisonal auf einer Freilichtbühne in der Gramercy Park Area stattfindet. Die energiegeladene Performance feiert lateinamerikanische und karibische Kulturen mit professionellen Tänzern in farbenfrohen Kostümen, die Stile wie Salsa, Merengue, Bachata und Samba präsentieren, begleitet von Live-Musik und DJ-Sets. Publikumsbeteiligung wird durch Tanzeinlagen gefördert. |

| Gastronomie | Gastronomie                | Gastronomie              | Gastronomie  | Gastronomie |
| Bild        | Name                       | Typ                      | Eröffnung    | Beschreibung |
| ----------- | -------------------------- | ------------------------ | ------------ | --- |
|             | Finnegan’s Bar & Grill     | Full-Service-Restaurant  | 7. Juni 1990 | Finnegan’s Bar & Grill ist ein Full-Service-Restaurant und Pub mit irisch-amerikanischem Flair, inspiriert von The Brinks Job. |
|             | Auntie Anne’s Pretzels     | Quick-Service-Snackstand | 2015         | Auntie Anne’s Pretzels ist ein Quick-Service-Snackstand, der ein Ben & Jerry’s ersetzte. |
|             | Häagen-Dazs                | Quick-Service-Eiscafé    | 2021         | Häagen-Dazs ist ein Quick-Service-Eiscafé, das ein Ben & Jerry’s ersetzte. |
|             | Starbucks                  | Quick-Service-Café       | 7. Juni 1990 | Starbucks ist ein Quick-Service-Café mit vollem Starbucks-Menü, darunter Kaffee, Frappuccinos, Tees und Gebäck. |
|             | Louie’s Italian Restaurant | Quick-Service-Restaurant | 7. Juni 1990 | Louie’s Italian Restaurant ist ein Quick-Service-Restaurant, inspiriert von der berühmten Szene in Der Pate (1972). Es serviert italienische Klassiker wie Jumbo-Pizzastücke, ganze Pizzen, Spaghetti mit Fleischbällchen, Fettuccine Alfredo und saisonale Gelato oder Pizza-Fries. |

| Shops | Shops              | Shops | Shops     | Shops |
| Bild  | Name               | Typ   | Eröffnung | Beschreibung |
| ----- | ------------------ | ----- | --------- | --- |
|       | The Tonight Shop   |       |           | The Tonight Shop ist ein Geschenkeladen in Universal Studios Florida, gelegen am Ausgang der Attraktion Race Through New York Starring Jimmy Fallon. Seit Januar 2017 bietet er Merchandise zur The Tonight Show und der Attraktion, darunter T-Shirts, Tassen und Artikel mit Motiven wie Hashtag the Panda oder der „Ew!“-Skizze. Das Design ist von Studio 6B in New York inspiriert, und der Laden verkauft auch NBC- und New York City-bezogene Souvenirs. |
|       | Sahara Traders     |       |           | Sahara Traders ist ein Geschenkeladen im New York-Bereich der Universal Studios Florida, am Ausgang von Revenge of the Mummy. Thematisch als ägyptischer Souvenirladen gestaltet, bietet er Mummy-Merchandise wie Figuren und Schmuck. 2022 diente er kurzzeitig als Universal Monsters Tribute Store. |
|       | The Film Vault     |       |           | The Film Vault ist ein Geschenkeladen im San Francisco-Bereich der Universal Studios Florida, gegenüber Transformers: The Ride-3D. Seit August 2014 bietet er Merchandise zu Klassikern wie Back to the Future und Jaws, darunter T-Shirts und Poster, sowie Film-Requisiten. Das Design betont Retro-Nostalgie. |
|       | Rosie's Irish Shop |       |           | Rosie’s Irish Shop ist ein Geschenkeladen im New York-Bereich der Universal Studios Florida. Er bietet irische Souvenirs wie T-Shirts und Accessoires in einer thematisch passenden Atmosphäre. |
|       | Supply Vault       |       |           | Supply Vault ist ein Geschenkeladen im New York-Bereich der Universal Studios Florida, am Ausgang von Transformers: The Ride – 3D. Seit März 2013 bietet er Transformers-Merchandise wie T-Shirts und Actionfiguren in thematischem Design. |

### San Francisco

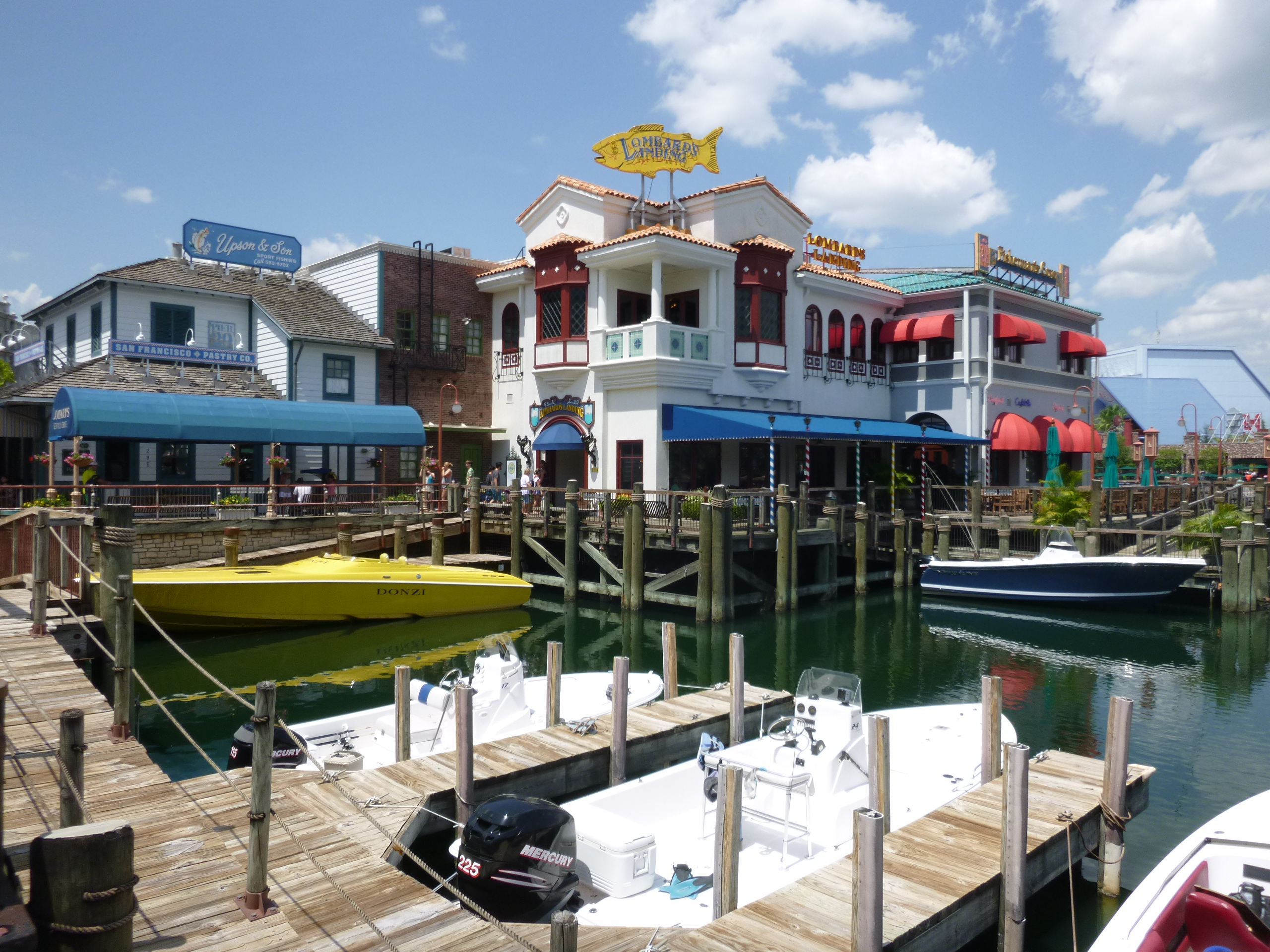
Themenbereich San Francisco

Der Themenbereich San Francisco in den Universal Studios Florida spiegelt die Atmosphäre der kalifornischen Küstenmetropole San Francisco wider und kombiniert maritime Elemente mit Anklängen an ikonische Filme. Die Gestaltung des Bereichs orientiert sich an typischen San-Francisco-Szenen wie der belebten Fisherman’s Wharf oder dem fiktiven Fischerdorf Amity, das durch den Film „Der weiße Hai“ bekannt wurde. Seit der Eröffnung des Parks war San Francisco ein zentraler Bestandteil, der sich im Laufe der Jahre durch neue Attraktionen, Schließungen und thematische Anpassungen verändert hat. Ursprünglich war die Bootsfahrt „Jaws“ eine der Hauptattraktionen, bei der Besucher einem animatronischen Hai begegneten, der durch aufwendige Spezialeffekte zum Leben erweckt wurde. Diese Attraktion prägte den Bereich über zwei Jahrzehnte, wurde jedoch 2012 geschlossen, um Platz für die Erweiterung von The Wizarding World of Harry Potter zu schaffen, genauer für den Bereich Diagon Alley. Ebenfalls prägend war die Attraktion „Earthquake: The Big One“, die später in „Disaster! A Major Motion Picture Ride… Starring You!“ umbenannt wurde. Diese bot eine simulierte U-Bahnfahrt durch ein von einem Erdbeben verwüstetes San Francisco und kombinierte praktische Effekte mit interaktiven Elementen, bei denen Besucher Teil einer fiktiven Filmproduktion wurden. Auch diese Attraktion wurde 2015 eingestellt, um neuen Entwicklungen im Park Platz zu machen.
Heute konzentriert sich der San-Francisco-Bereich stärker auf gastronomische Erlebnisse und eine immersive Umgebung als auf große Thrill-Attraktionen. Restaurants wie „Lombard’s Seafood Grille“, das Meeresfrüchte und Fischgerichte in einem eleganten, maritimen Ambiente anbietet, und die „San Francisco Pastry Company“, die eine Auswahl an Gebäck und Desserts bereithält, prägen das kulinarische Angebot. Die verbliebene Hauptattraktion ist „Fast & Furious – Supercharged“, die seit April 2018 geöffnet ist. Diese Simulatorfahrt versetzt Besucher in die actiongeladene Welt der „Fast & Furious“-Filmreihe und nutzt großflächige Bildschirme sowie bewegliche Plattformen, um Hochgeschwindigkeitsjagden nachzustellen. Die thematische Gestaltung des Bereichs umfasst weiterhin Details wie gepflasterte Wege, Schaufenster mit kalifornischem Flair und Anspielungen auf die maritime Geschichte der Stadt.
| Attraktionen | Attraktionen                  | Attraktionen                                  | Attraktionen   | Attraktionen |
| Bild         | Name                          | Typ                                           | Eröffnung      | Beschreibung |
| ------------ | ----------------------------- | --------------------------------------------- | -------------- | --- |
|              | Fast & Furious – Supercharged | Oceaneering Entertainment Systems – Dark Ride | 23. April 2018 | Fast & Furious – Supercharged ist ein Dark-Ride, basierend auf Fast & Furious 6. Gäste fahren in einem „Party-Bus“ (24 Sitze) durch eine Immersive-Tunnel-Simulation mit 122 Meter langen 4K-Bildschirmen, die eine Verfolgungsjagd mit Dominic Toretto (Vin Diesel), Letty (Michelle Rodriguez), Hobbs (Dwayne Johnson), Roman (Tyrese Gibson), Tej (Ludacris) und Mia (Jordana Brewster) gegen Owen Shaw (Luke Evans) darstellt. Die Warteschlange zeigt Filmrequisiten wie Dom’s Dodge Charger und einen BBQ-Bereich. Sie ersetzte Disaster! (2008–2015) und Beetlejuice’s Rock and Roll Graveyard Revue (1992–2016), die zuvor Earthquake: The Big One (1990–2007) ablösten. |

| Shows | Shows         | Shows | Shows | Shows        |
| Bild  | Name          | Typ   | Eröffnung | Beschreibung |
| ----- | ------------- | ----- | --- | ------------ |
|       | Beat Builders | 2015  | Beat Builders ist eine etwa 15-minütige Live-Percussion-Straßenshow. Vier „Bauarbeiter“ nutzen improvisierte Instrumente wie Eimer, Schraubenschlüssel und Baugerüste, um energiegeladene Rhythmen im Stil von Stomp zu erzeugen. |              |

| Gastronomie | Gastronomie                  | Gastronomie              | Gastronomie  | Gastronomie |
| Bild        | Name                         | Typ                      | Eröffnung    | Beschreibung |
| ----------- | ---------------------------- | ------------------------ | ------------ | --- |
|             | Richter’s Burger Co.         | Quick-Service-Restaurant | 7. Juni 1990 | Richter’s Burger Co. ist ein Quick-Service-Restaurant mit Erdbeben-Thematik, inspiriert vom San Francisco Erdbeben von 1906. Das zweistöckige Interieur zeigt Dekor wie eine umgestürzte Louis-Agassiz-Statue und historische Fotos. |
|             | Chez Alcatraz                |                          | 7. Juni 1990 | Chez Alcatraz ist ein maritim gestalteter Bar-Kiosk an der Fisherman’s Wharf, der nach einer viermonatigen Renovierung am 19. August 2024 wiedereröffnet wurde. Die Bar, benannt nach Alcatraz Island, wurde optisch überarbeitet mit weißem Dach, Seilen an den Säulen, weißem Steintresen und neuen Fliesen. Nebenan hängt „Bruce“, der Hai aus Der weiße Hai, als beliebter Foto-Spot. |
|             | Lombard’s Seafood Grille     | Full-Service-Restaurant  | 7. Juni 1990 | Lombard’s Seafood Grille ist ein Full-Service-Restaurant mit nautischer Thematik, inspiriert von San Franciscos Fisherman’s Wharf. Es war ursprünglich als Lombard’s Landing bekannt, benannt nach einem fiktiven Meeresbiologen, Louis Lombard. |
|             | San Francisco Pastry Company | Quick-Service-Café       | 7. Juni 1990 | San Francisco Pastry Compan ist ein Quick-Service-Café gegenüber von Lombard’s Seafood Grille. |

| Shops | Shops                       | Shops | Shops     | Shops |
| Bild  | Name                        | Typ   | Eröffnung | Beschreibung |
| ----- | --------------------------- | ----- | --------- | --- |
|       | San Francisco Candy Factory |       |           | San Francisco Candy Factory ist ein Süßwarenladen im San Francisco-Bereich der Universal Studios Florida. Er bietet Fudge, Karamelläpfel und Selbstbedienungs-Süßigkeiten. Während Halloween Horror Nights 2024 wurde er temporär in „Major Sweets Candy Co.“ umgestaltet.                           |
|       | Custom Gear                 |       |           | Custom Gear ist ein Geschenkeladen im San Francisco-Bereich der Universal Studios Florida, am Ausgang von Fast & Furious: Supercharged. Seit Dezember 2017 bietet er Fast & Furious-Merchandise wie T-Shirts und Spielzeugautos, mit individualisierbaren Miniaturautos und filmthematischem Design. |
|       | Amazing Pictures            |       |           | Amazing Pictures ist ein Fotografie-Service in den Universal Studios Florida, betrieben von Colorvision. Mit My Universal Photos können Gäste professionelle Fotos an Attraktionen, Meet-and-Greets und Fotospots wie vor dem Universal-Globus aufnehmen lassen.                                     |

### The Wizarding World of Harry Potter - Diagon Alley
The Wizarding World of Harry Potter – Diagon Alley, eröffnet am 8. Juli 2014 in den Universal Studios Florida, ist eine detailgetreue Nachbildung der magischen Winkelgasse aus J.K. Rowlings Harry-Potter-Reihe. Der etwa 2 Hektar große Themenbereich entstand auf dem Gelände des früheren Amity-Bereichs, der von 1990 bis 2012 die Attraktion „Jaws“ beherbergte. Der Abriss von „Jaws“ begann 2012, um Platz für die 400 Millionen US-Dollar teure Erweiterung zu schaffen, die von Universal Creative in enger Zusammenarbeit mit Warner Bros., J.K. Rowling und dem Harry-Potter-Filmteam, einschließlich Produktionsdesigner Stuart Craig, entwickelt wurde. Die Gestaltung von Diagon Alley versetzt Besucher in eine immersive Welt mit kopfsteingepflasterten Straßen, viktorianischer Architektur und Details wie dem Schild des Tropfenden Kessels, dem versteckten Eingang zur düsteren Nokturngasse oder den animierten Schaufenstern von Geschäften wie Quality Quidditch Supplies. Jedes Element, von den schiefen Schornsteinen bis zu den magischen Effekten wie selbstzündenden Laternen, wurde sorgfältig entworfen, um die Atmosphäre der Bücher und Filme einzufangen. Der Bereich ist so konzipiert, dass er Besucher nicht nur unterhält, sondern sie in die magische Welt eintauchen lässt, mit versteckten Anspielungen wie den sprechenden Porträts oder dem gelegentlichen Feuerstoß des Drachen auf der Gringotts-Bank.
Die Hauptattraktion von Diagon Alley ist Harry Potter and the Escape from Gringotts, eine Indoor-Stahlachterbahn, die Dark-Ride-Elemente, 3D-Projektionen und aufwendige physische Sets kombiniert. Die Fahrt führt durch die unterirdischen Gewölbe der Gringotts-Bank, wo Besucher Szenen aus „Harry Potter und die Heiligtümer des Todes“ erleben, inklusive Begegnungen mit Voldemort, Bellatrix Lestrange und animatronischen Kobolden. Die Warteschlange spiegelt das Bankfoyer aus Marmor mit funkelnden Kronleuchtern und Kobolden wider. Eine weitere zentrale Attraktion ist der Hogwarts Express – King’s Cross Station, eine Zugfahrt, die Diagon Alley mit dem Hogsmeade-Bereich in den benachbarten Islands of Adventure verbindet. Diese Fahrt erfordert ein Park-to-Park-Ticket und simuliert eine Reise zwischen London und Hogwarts, mit animierten Fenstern, die Szenen wie die schottische Landschaft oder Begegnungen mit Charakteren wie Hagrid zeigen. Die Station selbst ist eine Nachbildung des Londoner Bahnhofs King’s Cross, komplett mit der magischen Plattform 9¾, wo Besucher durch die Wand „schreiten“ können (Pepper’s ghost-Effekt).

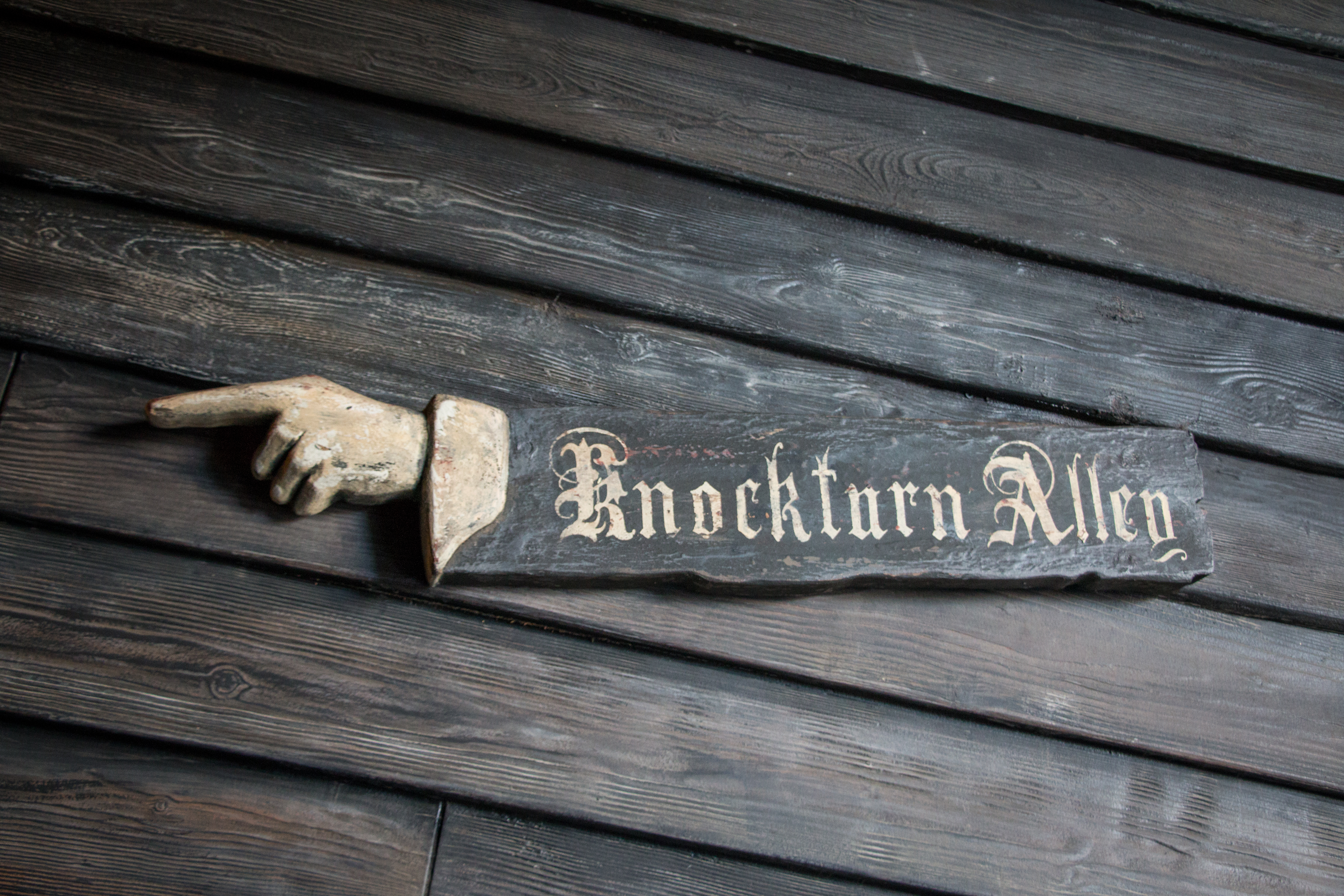
Die Knockturn Alley (Nokturngasse) ist ein versteckter Teil des Themenbereichs, der sich mit den Geschäften der schwarzen Magie beschäftigt.

Neben den Fahrgeschäften bietet Diagon Alley eine Vielzahl weiterer Erlebnisse. Bei Ollivanders Wand Shop können Besucher an einer interaktiven Show teilnehmen, in der ein Zauberstab seinen Träger „auswählt“, und anschließend Zauberstäbe kaufen, die an über 25 Orten im Bereich magische Effekte auslösen, wie das Entzünden von Lichtern oder das Bewegen von Objekten. Die Show „The Tales of Beedle the Bard“ erzählt Geschichten aus der Zaubererwelt mit Puppenspiel, während „Celestina Warbeck and the Banshees“ die Gäste mit jazzigen Auftritten der fiktiven Sängerin unterhält. Die Gringotts Money Exchange ermöglicht es Besuchern, US-Dollar in Gringotts-Banknoten zu tauschen, die in Geschäften im Bereich akzeptiert werden, und bietet Interaktionen mit einem animatronischen Kobold. Für Fotogelegenheiten steht der Knight Bus am Eingang des Bereichs, wo ein schrumpfkopfartiger Fahrer und ein Schaffner Meet-and-Greet-Momente bieten.
Der Tropfende Kessel, ein rustikales Gasthaus aus den Filmen, serviert traditionelle britische Gerichte wie Fish and Chips, Shepherd’s Pie und Bangers and Mash, ergänzt durch thematische Getränke wie Butterbier (in kalt, heiß, gefroren oder vegan) und hausgebrautes Wizard’s Brew. Florean Fortescue’s Ice-Cream Parlour bietet Eiscremesorten wie Earl Grey and Lavender oder Chocolate Chili. Weitere Getränkestände wie The Fountain of Fair Fortune und The Hopping Pot servieren Spezialitäten wie Pumpkin Juice, Gillywater und Fishy Green Ale.
Weasleys’ Wizard Wheezes, inspiriert von Fred und George Weasley, verkauft Scherzartikel wie Pygmy Puffs, Skiving Snackboxes und magische Spielzeuge. Madam Malkin’s Robes for All Occasions bietet Umhänge, Haus-Schal-Sets und Schmuck, während Quality Quidditch Supplies Quidditch-Ausrüstung und Fanartikel führt. Borgin and Burkes in der Nokturngasse spezialisiert sich auf dunkle Magie mit Repliken wie der Hand der Glorie. Scribbulus bietet Schreibutensilien wie Federkiele, und Wiseacre’s Wizarding Equipment verkauft Teleskope und Sanduhren. Jedes Geschäft ist mit animierten Details ausgestattet, wie dem Spiegel in Madam Malkin’s, der Kommentare abgibt, oder den sich bewegenden Produkten in den Schaufenstern.
Die Entwicklung von Diagon Alley erforderte eine akribische Planung, um die Authentizität der Harry-Potter-Welt zu bewahren. J.K. Rowling war stark involviert, um sicherzustellen, dass jedes Detail, von den Menüs bis zu den Schriftzügen, den Büchern entsprach. Das Filmteam, darunter Stuart Craig, brachte die Ästhetik der Harry-Potter-Filme ein, mit originalgetreuen Requisiten und Kostümen. Der Bereich integriert moderne Technologien wie interaktive Zauberstäbe und hochauflösende Projektionen, bleibt aber der viktorianischen Ästhetik treu.
| Attraktionen | Attraktionen                               | Attraktionen                         | Attraktionen | Attraktionen |
| Bild         | Name                                       | Typ                                  | Eröffnung    | Beschreibung |
| ------------ | ------------------------------------------ | ------------------------------------ | ------------ | --- |
|              | Harry Potter and the Escape from Gringotts | Intamin – Launched Coaster           | 8. Juli 2014 | Harry Potter and the Escape from Gringotts ist eine Indoor-Stahlachterbahn mit Dark-Ride-Elementen, entworfen von Universal Creative und gebaut von Intamin. Die etwa 4-minütige Fahrt, inspiriert von Harry Potter und die Heiligtümer des Todes – Teil 2, kombiniert 3D-Projektionen, Motion-Simulator-Technologie und eine 610 Meter lange Strecke mit einer Höchstgeschwindigkeit von etwa 64 km/h. Gäste betreten die Gringotts-Bank durch eine Lobby mit animatronischen Kobolden, passieren eine Sicherheitskontrolle (mit Fotoaufnahme für spätere Kaufoption) und erleben eine Geschichte, in der sie mit Harry, Ron und Hermine in den Einbruch in Bellatrix Lestranges Tresor verwickelt werden, konfrontiert mit Voldemort, Bellatrix und einem feuerspeienden Drachen. |
|              | Hogwarts Express – King’s Cross Station    | Doppelmayr – Breitspur-Standseilbahn | 8. Juli 2014 | Hogwarts Express – King’s Cross Station ist eine thematische Zugfahrt, die Gäste zwischen King’s Cross Station (Universal Studios Florida) und Hogsmeade Station (Islands of Adventure) transportiert. Die etwa 4-minütige Fahrt in einem Nachbau des Hogwarts Express nutzt 3D-Bildschirme in den Abteilen, um Szenen aus Harry Potter mit Charakteren wie Harry, Ron, Hermine und Hagrid sowie Effekten wie Dementoren zu zeigen. Die Warteschlange führt durch eine detailgetreue Nachbildung von King’s Cross, inklusive Gleis 9¾. Ein Park-to-Park-Ticket ist erforderlich. Vorher war der Bereich Teil des Amity-Bereichs mit Jaws (1990–2012). |
|              | Knight Bus                                 | Meet and Greet                       | 8. Juli 2014 | Knight Bus ist ein interaktives Meet-and-Greet mit einer stationären Nachbildung des dreistöckigen, magischen Busses aus Harry Potter und der Gefangene von Azkaban. Gäste können mit einem Fahrer und dem sprechenden, animatronischen Kopf Stan Shunpike interagieren, während der Bus gelegentlich wackelt, um Bewegung zu simulieren. |

| Shows | Shows                                                             | Shows               | Shows        | Shows |
| Bild  | Name                                                              | Typ                 | Eröffnung    | Beschreibung |
| ----- | ----------------------------------------------------------------- | ------------------- | ------------ | --- |
|       | Ollivanders                                                       | Live-Shows und Shop | 8. Juli 2014 | Ollivanders ist ein interaktiver Laden und eine Show-Attraktion, inspiriert von Harry Potter. In einer detailreichen Nachbildung des Zauberstabladens aus der Winkelgasse erleben bis zu 24 Gäste eine etwa 5-minütige Vorführung, bei der ein „Wandkeeper“ einem Freiwilligen hilft, seinen perfekten Zauberstab zu finden, begleitet von Licht-, Klang- und Bewegungseffekten, die an die Szene aus Harry Potter und der Stein der Weisen erinnern. |
|       | The Tales of Beedle the Bard / Celestina Warbeck and the Banshees | Live-Shows          | 8. Juli 2014 | The Tales of Beedle the Bard / Celestina Warbeck and the Banshees sind zwei abwechselnde Live-Shows auf einer Bühne im Carkitt Market. The Tales of Beedle the Bard ist eine 10-minütige Puppenshow der Wizarding Academy of Dramatic Arts, die zwei Märchen aus J.K. Rowlings Buch – „Der Brunnen des wahren Glücks“ oder „Das Märchen von den drei Brüdern“ – mit von Michael Curry gestalteten Puppen und Requisiten darstellt. Celestina Warbeck and the Banshees ist eine 12-minütige Musikshow, in der die „singende Zauberin“ Celestina, begleitet von drei tanzenden Banshees, Originalsongs wie „A Cauldron Full of Hot, Strong Love“ und saisonale Weihnachtslieder aufführt. |

| Gastronomie | Gastronomie                           | Gastronomie                 | Gastronomie  | Gastronomie |
| Bild        | Name                                  | Typ                         | Eröffnung    | Beschreibung |
| ----------- | ------------------------------------- | --------------------------- | ------------ | --- |
|             | Leaky Cauldron                        | Quick-Service-Restaurant    | 8. Juli 2014 | Leaky Cauldron, eröffnet am 8. Juli 2014 im The Wizarding World of Harry Potter – Diagon Alley-Bereich der Universal Studios Florida, ist ein Quick-Service-Restaurant, inspiriert von dem magischen Pub aus Harry Potter. Es serviert britisch inspirierte Gerichte wie Bangers & Mash (16,99 $), Fish and Chips (16,99 $), Toad in the Hole (15,99 $), Shepherd’s Pie (16,99 $) und Desserts wie Sticky Toffee Pudding (7,99 $). Getränke umfassen Butterbeer (7,99 $, kalt, heiß oder gefroren), Fishy Green Ale, Wizard’s Brew und Gillywater. Das rustikale Interieur mit Holzbalken, Kamin und Porträts bietet Sitzplätze für etwa 200 Gäste. Rollstuhlgerecht, mit Mobile Ordering, war der Bereich zuvor Teil des Amity-Bereichs mit Jaws (1990–2012). |
|             | Florean Fortescue’s Ice-Cream Parlour | Quick-Service-Eiscafé       | 8. Juli 2014 | Florean Fortescue’s Ice-Cream Parlour ist ein Quick-Service-Eiscafé. Es bietet handgeschöpfte Eiscreme in Geschmacksrichtungen wie Butterbeer, Granny Smith Apple, Earl Grey & Lavender, Chocolate Chili, Clotted Cream und Sticky Toffee Pudding sowie Standardgeschmäcker wie Vanille und Schokolade. Sundaes, Eiscreme-Sandwiches und Butterbeer-Soft-Serve sind ebenfalls erhältlich. |
|             | The Fountain of Fair Fortune          | Quick-Service-Getränkestand | 8. Juli 2014 | The Fountain of Fair Fortune ist ein Quick-Service-Getränkestand, inspiriert von der Geschichte „Der Brunnen des wahren Glücks“ aus Die Märchen von Beedle dem Barden in Harry Potter. |
|             | The Hopping Pot                       | Quick-Service-Getränkestand | 8. Juli 2014 | The Hopping Pot ist ein Quick-Service-Getränkestand im Carkitt Market, inspiriert von „Der Zauberer und der hüpfende Topf“ aus Die Märchen von Beedle dem Barden. |

| Shops | Shops                                   | Shops | Shops        | Shops |
| Bild  | Name                                    | Typ   | Eröffnung    | Beschreibung |
| ----- | --------------------------------------- | ----- | ------------ | --- |
|       | Borgin & Burkes                         |       | 8. Juli 2014 | Borgin and Burkes ist ein Harry Potter-thematisierter Geschenkeladen. Seit Juli 2014 bietet er Dunkle Künste-Merchandise wie Death Eater-Masken und Repliken in dunklem Design mit Filmrequisiten. |
|       | Globus Mundi                            |       | 8. Juli 2014 | Globus Mundi ist ein Geschenkeladen, eröffnet 2018, thematisch als magische Reiseagentur. Er bietet Merchandise wie Gepäckanhänger und T-Shirts mit Reisedesigns, inklusive Fantastic Beasts-Anspielungen, in einer detailreichen Einrichtung mit Weltkarten und Reiseplakaten. |
|       | Gringotts Money Exchange                |       | 8. Juli 2014 | Gringotts Money Exchange ist eine kleine, thematische Attraktion in der Carkitt Market, die es Gästen ermöglicht, Muggle-Geld (US-Dollar) in Gringotts-Banknoten (10 $ oder 20 $ Stückelungen) umzutauschen. Diese Noten können in Diagon Alley, Hogsmeade und ausgewählten Orten im Universal Orlando Resort für Speisen, Getränke und Merchandise verwendet oder als Souvenir behalten werden; ungenutzte Noten können an der Gästeservice zurückgetauscht werden. Gäste können mit einem interaktiven, animatronischen Kobold sprechen, der einfache Fragen beantwortet.       |
|       | Madam Malkin's Robes for All Occasions  |       | 8. Juli 2014 | Madam Malkin’s Robes for All Occasions ist ein Geschenkeladen, eröffnet im Juli 2014, thematisch nach der magischen Schneiderei aus Harry Potter. Er bietet Kleidung wie Hogwarts-Hausroben, Krawatten, Schals und Pullover sowie Accessoires wie Schmuck und Zauberstäbe. Das detailreiche Design mit Spiegeln, Stoffballen und Nähutensilien spiegelt die Atmosphäre einer magischen Boutique wider. |
|       | Magical Menagerie                       |       | 8. Juli 2014 | Magical Menagerie ist ein Geschenkeladen, eröffnet im Juli 2014, thematisch nach dem magischen Tiergeschäft aus Harry Potter. Er bietet Plüschfiguren von magischen Kreaturen wie Hippogreifen, Thestralen und Hauselfen, sowie Merchandise wie T-Shirts und Tassen. Das Design mit Käfigen, Tiergeräuschen und Schaufenstern voller animierter Kreaturen schafft eine lebendige, zauberhafte Atmosphäre. |
|       | Ollivander's Wand Shop in Diangon Alley |       | 8. Juli 2014 | Ollivander’s Wand Shop ist ein Geschenkeladen und Erlebnis, eröffnet 2014, thematisch nach dem Harry Potter-Zauberstabgeschäft. Er bietet die „Wand chooses the wizard“-Show und verkauft interaktive (ca. 70 USD) sowie nicht-interaktive Zauberstäbe (ca. 50 USD). Das Design mit Zauberstab-Schachteln und magischen Effekten ist immersiv. |
|       | Quality Quidditch Supplies              |       | 8. Juli 2014 | Quality Quidditch Supplies ist ein Geschenkeladen, eröffnet im Juli 2014, thematisch nach dem Quidditch-Geschäft aus Harry Potter. Er bietet Quidditch-Merchandise wie Besenstiele, Goldene Schnatze, Quaffel, Schläger, Trikots und Hogwarts-Hausaccessoires. Das lebendige Design mit Trophäen, Statuen und farbigen Wänden (rot, grün, blau, gelb) feiert die Sportgeschichte, inklusive eines animierten Chudley-Cannons-Posters über dem Kamin. |
|       | Scribbulus                              |       | 8. Juli 2014 | Scribbulus ist ein Geschenkeladen, eröffnet im Juli 2014, thematisch nach dem Schreibwarenladen aus Harry Potter. Er bietet Merchandise wie Federkiele, Tintenfässer, Pergament, Notizbücher, Stempel und Briefpapier mit Hogwarts-Motiven. Das detailreiche Design mit Regalen voller Schreibutensilien, Tintenflecken und einem animierten Tintenfass im Schaufenster schafft eine nostalgische, magische Atmosphäre. |
|       | Shutterbutton's                         |       | 8. Juli 2014 | Shutterbutton’s ist ein Fotostudio, eröffnet 2014, thematisch nach einem magischen Fotografen aus Harry Potter. Es bietet Greenscreen-Fotosessions für bis zu vier Personen mit beweglichen und statischen Bildern in Filmszenen. Gäste können Roben nutzen oder Requisiten mitbringen. Das Design zeigt Holzoberflächen und „bewegte Fotos“ an den Wänden. |
|       | Sugarplum's Sweetshop                   |       | 8. Juli 2014 | Sugarplum’s Sweetshop ist ein Süßwarenladen, eröffnet im Januar 2016, thematisch nach dem magischen Süßigkeitengeschäft aus Harry Potter. Er bietet Leckereien wie Chocolate Frogs, Bertie Bott’s Every Flavour Beans, Cauldron Cakes, Butterbeer Fudge und Fizzing Whizzbees. Das farbenfrohe Design mit hohen Regalen, Glasvitrinen und verspielten Details wie einer magischen Waage schafft eine einladende Atmosphäre. |
|       | Wands by Gregorovitch                   |       | 8. Juli 2014 | Wands by Gregorovitch ist ein Geschenkeladen in The Wizarding World of Harry Potter – Diagon Alley in den Universal Studios Florida, eröffnet im Juli 2014. Thematisch nach dem Zauberstabmacher Mykew Gregorovitch aus Harry Potter gestaltet, bietet er interaktive Zauberstäbe (ca. 70 USD) für Zauberpunkte in Diagon Alley und Hogsmeade sowie nicht-interaktive Repliken (ca. 50 USD). Im Gegensatz zu Ollivander’s gibt es keine Auswahlzeremonie, was den Kauf schneller macht. Das schlichte, violette Design konzentriert sich auf die Funktionalität des Wandverkaufs. |
|       | Weasleys' Wizard Wheezes                |       | 8. Juli 2014 | Weasleys’ Wizard Wheezes ist ein Geschenkeladen, eröffnet im Juli 2014, thematisch nach dem Scherzartikelladen der Weasley-Zwillinge aus Harry Potter. Er bietet Merchandise wie Pygmy Puffs, U-No-Poo, Skiving Snackboxes, Zaubertricks, T-Shirts und Süßigkeiten. Das farbenfrohe, chaotische Design mit animierten Requisiten wie einem Feuerwerk-Drachen und einem riesigen Fred Weasley im Schaufenster spiegelt die verspielte Atmosphäre der Weasleys wider. |
|       | Wieacre's Wizard Equipment              |       | 8. Juli 2014 | Wiseacre’s Wizarding Equipment ist ein Geschenkeladen, eröffnet 2014, thematisch nach einem Harry Potter-Ausrüstungsgeschäft. Er bietet T-Shirts, Tassen, Schmuck und Schreibutensilien. Das Design mit blauen Wänden und Sternenhimmel schafft eine mystische Atmosphäre. |

### World Expo

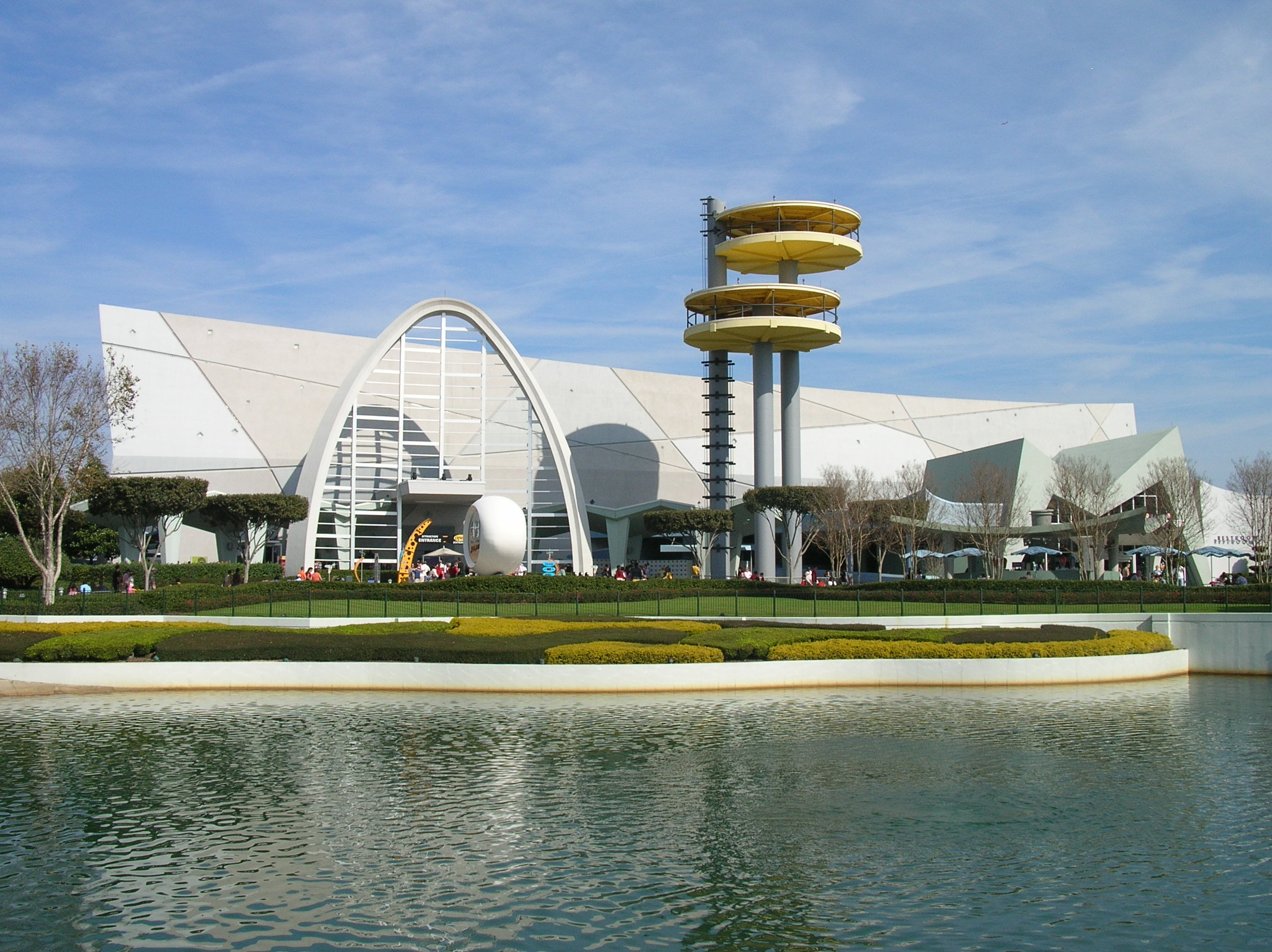
Der Themenbereich World Expo

World Expo, ursprünglich als Expo Center bekannt und seit 2000 als eigenständiger Themenbereich in den Universal Studios Florida etabliert, ist eine kompakte Zone, die sich durch ihre Hauptattraktion und offene Gestaltung auszeichnet. Die Geschichte begann mit der Park-Eröffnung am 7. Juni 1990, als der Bereich als Expo Center Teil des International Food & Film Festival war, einem Food-Court mit internationalen Speisen wie Sushi, Kebabs und Pizza, jedoch ohne starke thematische Kohärenz. Dieser Bereich diente primär als Essens- und Ruheplatz, ergänzt durch temporäre Displays wie die Back to the Future Part III-Lokomotive und das Swamp Thing-Set. Mit der Eröffnung von Men in Black: Alien Attack am 14. April 2000, einem interaktiven Dark Ride basierend auf dem Film Men in Black, wurde der Bereich in World Expo umbenannt und erhielt eine futuristische Ausrichtung, inspiriert von Weltausstellungen wie der New York World’s Fair 1964–1965. Die Entwicklung schritt 2013 voran, als der verbleibende International Food & Film Festival-Teil in Springfield, U.S.A.: Home of The Simpsons umgewandelt wurde, während World Expo als separate Zone mit Men in Black bestehen blieb. Die offene Gestaltung mit breiten Wegen ermöglicht Flexibilität für Events wie Mardi Gras oder Halloween Horror Nights. Die Investition in Men in Black (ca. 70 Millionen US-Dollar) spiegelt Universals Fokus auf lizenzierte IPs wider, wobei World Expo als Übergangszone mit technologischer und familienfreundlicher Ausrichtung dient, die zuvor als Expo Center keine klare narrative Identität hatte.
| Attraktionen | Attraktionen              | Attraktionen                        | Attraktionen | Attraktionen |
| Bild         | Name                      | Typ                                 | Eröffnung    | Beschreibung |
| ------------ | ------------------------- | ----------------------------------- | ------------ | --- |
|              | Men in Black Alien Attack | MTS Systems Corporation – Dark Ride | 2000         | Men in Black: Alien Attack ist ein interaktiver Dark Ride mit Schießspiel, inspiriert von Men in Black (1997). Gäste navigieren durch ein als World’s Fair-Pavillon getarntes MIB-Trainingszentrum und jagen in rotierenden Fahrzeugen (6 Sitze) mit Laserkanonen Aliens auf einer 4-minütigen Fahrt mit über 125 Zielen. Der Bereich ersetzte das Back to the Future Part III-Lokomotiv-Display und das Swamp Thing-Set. |

| Shops | Shops    | Shops | Shops     | Shops |
| Bild  | Name     | Typ   | Eröffnung | Beschreibung |
| ----- | -------- | ----- | --------- | --- |
|       | MIB Gear |       |           | MIB Gear ist ein Geschenkeladen im New York-Bereich der Universal Studios Florida, am Ausgang von Men in Black: Alien Attack. Er bietet Men in Black-Merchandise wie T-Shirts und Plüschfiguren. Das schwarz-weiße Design spiegelt die Filme wider. Seit 2022 gibt es eine Arcade-Ecke. |

### Springfield, U.S.A.: Home of The Simpsons

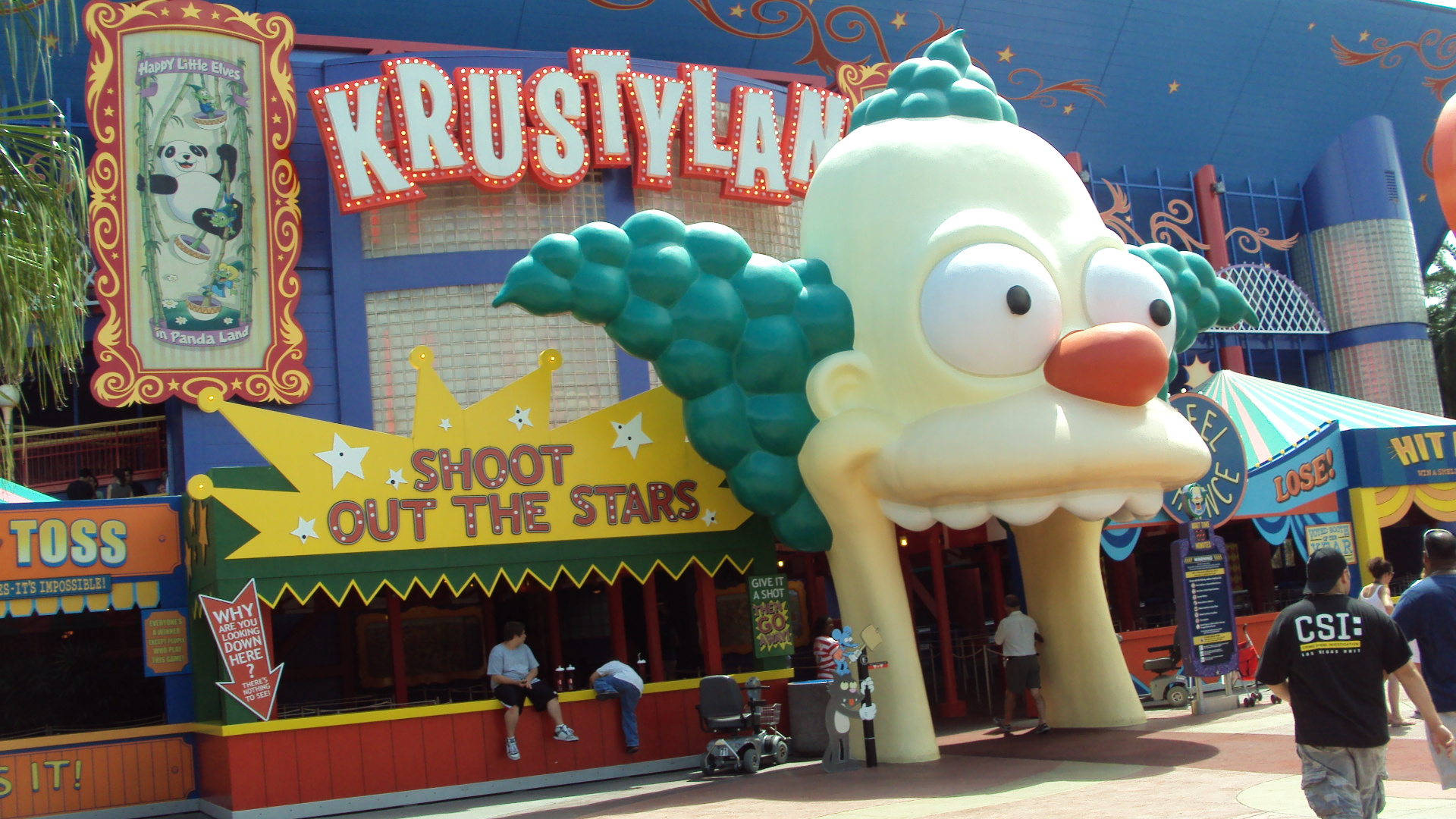
Krustyland im Themenbereich Springfield

Springfield, U.S.A.: Home of The Simpsons, eröffnet im August 2013 als eigenständiger Themenbereich in den Universal Studios Florida, verwandelte den zuvor wenig inspirierten International Food & Film Festival-Bereich in eine lebendige, immersive Nachbildung der fiktiven Stadt aus der TV-Serie Die Simpsons. Die Entwicklung dieses Projekts begann im Jahr 2007, angetrieben durch den weltweiten Erfolg von The Simpsons Movie (2007), der die Popularität der langlebigen Serie, die seit 1989 auf Fox ausgestrahlt wird, erneut befeuerte. Universal Creative, in Zusammenarbeit mit 20th Century Fox, erkannte das Potenzial, die humorvolle, familienfreundliche Welt von Springfield in einem Themenpark zum Leben zu erwecken, ähnlich wie es mit The Wizarding World of Harry Potter (2010) gelungen war. Das Ziel war es, Fans und neue Gäste gleichermaßen in die skurrile Ästhetik von Springfield einzutauchen, mit ikonischen Schauplätzen wie Moe’s Tavern, Krusty Burger, Kwik-E-Mart, Duff Brewery und dem Fast Food Boulevard, die die Essenz der Serie einfangen.
Die erste Phase der Umgestaltung begann mit der Eröffnung von The Simpsons Ride am 15. Mai 2008, einem Motion-Simulator, der Back to the Future: The Ride (1991–2007) ersetzte. Letztere Attraktion, basierend auf der Zurück in die Zukunft-Filmtrilogie, hatte aufgrund sinkender Relevanz, veralteter Technologie und hoher Wartungskosten an Zugkraft verloren. Der Simulator wurde überarbeitet, um eine chaotische Fahrt durch das fiktive Krustyland zu bieten, mit Charakteren wie Homer, Marge, Bart, Lisa und Sideshow Bob. Dieser Schritt legte den Grundstein für die vollständige Umwandlung des Bereichs. Der ursprüngliche International Food & Film Festival (1990–2007), der den Bereich zuvor prägte, war ein thematisch schwacher Food-Court mit internationalen Speisen wie Sushi, Kebabs oder Pizza, aber ohne narrative Tiefe oder visuelle Kohärenz. Er bestand aus einfachen Essensständen, Sitzbereichen und einer Bühne für gelegentliche Aufführungen, die wenig mit den umliegenden Attraktionen wie Men in Black: Alien Attack zu tun hatten. Der Mangel an Immersion machte den Bereich zu einem idealen Kandidaten für eine umfassende Neugestaltung.
Universal investierte etwa 40 Millionen US-Dollar in die Entwicklung von Springfield, U.S.A., unter der Leitung von Showdesigner Bob Ward und mit enger Zusammenarbeit des Simpsons-Teams, einschließlich Schöpfer Matt Groening und Produzent James L. Brooks. Die vollständige Enthüllung des Themenbereichs im August 2013 brachte Kang & Kodos’ Twirl ’n’ Hurl, einen familienfreundlichen Aerial-Carousel-Ride, inspiriert von den Treehouse of Horror-Episoden, sowie den Fast Food Boulevard, einen Food-Court mit thematischen Essensständen wie Krusty Burger, Cletus’ Chicken Shack, The Frying Dutchman und Lisa’s Teahouse of Horror. Jeder Stand spiegelt die kulinarische Kultur von Springfield wider, mit Gerichten wie dem Clogger Burger oder veganen Wraps, während Getränke wie Flaming Moe und Buzz Cola die humorvolle Note der Serie betonen. Die Gestaltung war darauf ausgelegt, Authentizität zu gewährleisten: Die Kwik-E-Mart verkauft Simpsons-Merchandise wie Squishee-Becher, Moe’s Tavern hat einen animatronischen Barney und einen „Love Tester“, und Duff Brewery bietet exklusive Biere wie Dufftoberfest, gebraut von Carib Brewery USA.
Detailreiche Elemente wie die Jebediah-Springfield-Statue, Topiaries der „Seven Duffs“ (Tipsy, Queasy, Surly, Sleazy, Edgy, Dizzy, Remorseful), ein nachgebauter Lard Lad Donut-Stand und interaktive Features wie Barts Telefonstreiche in Moe’s Tavern verstärken die Immersion. Flatscreen-TVs zeigen durchgehend Simpsons-Clips, und die Soundlandschaft mit Sprüchen von Charakteren wie Homer oder Krusty fügt eine weitere Ebene hinzu. Die Zusammenarbeit mit dem Simpsons-Team gewährleistete, dass selbst kleinste Details, wie die Menükarten oder die Gestaltung der Mülltonnen, dem Humor und Stil der Serie entsprachen. Der Bereich wurde so konzipiert, dass er sowohl eingefleischte Fans, die Anspielungen wie die „Gummi Venus de Milo“ erkennen, als auch Gelegenheitsbesucher anspricht, die die farbenfrohe, chaotische Atmosphäre genießen.
Springfield, U.S.A. setzte neue Maßstäbe für immersive Themenbereiche in Freizeitparks und inspirierte ähnliche Zonen in Universal Studios Hollywood (2015) und Universal Studios Japan. In Florida bleibt der Bereich durch saisonale Angebote wie Mardi Gras-Paraden, Weihnachtsdekorationen oder spezielle Speisen wie Lard Lad Donuts während Halloween Horror Nights lebendig. Die Umwandlung des International Food & Film Festival in Springfield markierte einen Paradigmenwechsel hin zu erzählerischen, charaktergetriebenen Erlebnissen, die die Verbindung zwischen Gästen und der Marke Die Simpsons stärken. Die Zone bleibt ein Beweis für Universals Fähigkeit, populäre Kultur in greifbare, interaktive Welten zu übersetzen, und hat sich als einer der beliebtesten Bereiche des Parks etabliert.
| Attraktionen | Attraktionen                 | Attraktionen        | Attraktionen    | Attraktionen |
| Bild         | Name                         | Typ                 | Eröffnung       | Beschreibung |
| ------------ | ---------------------------- | ------------------- | --------------- | --- |
|              | The Simpsons Ride            | Intamin – Simulator | 15. Mai 2008    | The Simpsons Ride ist ein Motion-Simulator, basierend auf der TV-Serie Die Simpsons. Gäste besuchen das fiktive Krustyland, betreten die Warteschlange durch den Mund eines riesigen Krusty-the-Clown-Kopfes und erleben eine etwa 4-minütige, chaotische Fahrt mit Homer, Marge, Bart, Lisa und Maggie, inklusive 3D-Projektionen und humorvoller Handlung um Sideshow Bobs Rache. Sie ersetzte Back to the Future: The Ride (1991–2007). |
|              | Kang & Kodos’ Twirl ’n’ Hurl | Zamperla – Jets     | 11. August 2013 | Kang & Kodos’ Twirl ’n’ Hurl ist eine familienfreundliche Fahrattraktion, inspiriert von den Treehouse of Horror-Episoden. Gäste steuern „UFOs“ (mit Namen wie „Barf Simpson“), die bis zu 3 Meter hoch fliegen, und aktivieren durch Joystick-Manöver Soundeffekte von Springfield-Charakteren wie Bart oder Homer. |

| Gastronomie | Gastronomie         | Gastronomie        | Gastronomie     | Gastronomie |
| Bild        | Name                | Typ                | Eröffnung       | Beschreibung |
| ----------- | ------------------- | ------------------ | --------------- | --- |
|             | Duff Brewery        | Freiluftbar        | 11. August 2013 | Duff Brewery ist eine Freiluftbar am Lagunenrand. Sie serviert Duff-Bier, gebraut von Carib Brewery USA, sowie saisonale Sorten wie Dufftoberfest. Weitere Getränke sind Flaming Moe, Buzz Cola und Squishee. Snacks wie Brezeln oder Chips sind erhältlich. Die Bar bietet Sitzplätze im „Duff Gardens“-Bereich, Flatscreen-TVs zeigen Simpsons-Clips, und Topiaries der „Seven Duffs“ (Tipsy, Queasy, Surly, Sleazy, Edgy, Dizzy, Remorseful) zieren den Eingang. |
|             | Fast Food Boulevard | Quick-Service-Food | 11. August 2013 | Fast Food Boulevard ist ein Quick-Service-Food-Court, der das frühere International Food & Film Festival ersetzte. Inspiriert von Die Simpsons, bietet er thematische Speisen an Stationen wie Krusty Burger (Clogger Burger), The Frying Dutchman (Fish and Chips), Cletus’ Chicken Shack (Chicken & Waffle Sandwich), Luigi’s Pizza (Pizzastücke) und Lisa’s Teahouse of Horror (vegane Wraps, Salate).                                                           |
|             | Moe’s Tavern        | Quick-Service-Bar  | 11. August 2013 | Moe’s Tavern ist ein Quick-Service-Bar und Snackstand, inspiriert von Moe's Bar in Die Simpsons. |

| Shops | Shops       | Shops | Shops     | Shops |
| Bild  | Name        | Typ   | Eröffnung | Beschreibung |
| ----- | ----------- | ----- | --------- | --- |
|       | KWIK-E Mart |       |           | Kwik-E-Mart ist ein Geschenkeladen im Springfield-Bereich der Universal Studios Florida, eröffnet 2008. Thematisch nach The Simpsons gestaltet, bietet er Squishees, Lard Lad Donuts, T-Shirts und Plüschfiguren. Das Design spiegelt den Convenience-Store der Serie wider. |

### DreamWorks Land
DreamWorks Land, eröffnet am 14. Juni 2024 als eigenständiger Themenbereich in den Universal Studios Florida, ist eine familienfreundliche Zone, die die ehemalige Woody Woodpecker’s KidZone ersetzte und auf den DreamWorks Animation-Filmen Shrek, Trolls und Kung Fu Panda basiert. Die Entwicklung begann 2022, als Universal Creative beschloss, den veralteten Kinderbereich, der seit 1990 existierte, zu revitalisieren, um den wachsenden Erfolg von DreamWorks-Filmen zu nutzen, die weltweit über 15 Milliarden US-Dollar eingespielt haben. Die 1,6 Hektar große Fläche wurde komplett umgestaltet, wobei nur die bestehende Achterbahnstruktur der Woody Woodpecker’s Nuthouse Coaster für den neuen Trolls Trollercoaster wiederverwendet wurde, um Kosten zu sparen und die Bauzeit auf etwa 18 Monate zu verkürzen.
Vor DreamWorks Land war der Bereich als Woody Woodpecker’s KidZone bekannt, die von der Park-Eröffnung 1990 bis zur Schließung am 15. Januar 2023 existierte. Diese Zone bot Attraktionen wie Fievel’s Playland (basierend auf Feivel, der Mauswanderer), Curious George Goes to Town (ein Wasser- und Ballspielplatz), Woody Woodpecker’s Nuthouse Coaster und A Day in the Park with Barney. Mit der Zeit verloren die zugrunde liegenden Lizenzen, insbesondere für Barney und Feivel, an Relevanz, und die Attraktionen wirkten veraltet gegenüber neueren Bereichen wie The Wizarding World of Harry Potter. Universal entschied sich für DreamWorks, da die Filme aktuelle Popularität genießen, durch Streaming-Plattformen wie Netflix (z. B. Trolls Band Together) verstärkt werden und eine breite Zielgruppe von Kleinkindern bis zu frühen Teenagern ansprechen. Die Zusammenarbeit mit DreamWorks Animation ermöglichte es, Charaktere wie Shrek, Poppy und Po in einer kohärenten, farbenfrohen Welt zu vereinen, wobei die Gestaltung unter der Leitung von Universal Creative und DreamWorks-Designern wie Pierre Perifel (Puss in Boots: The Last Wish) erfolgte, um die cartoonhafte Ästhetik authentisch zu reproduzieren.
Die Idee hinter DreamWorks Land war es, einen einladenden, interaktiven Raum für Familien zu schaffen, der die humorvolle, farbenfrohe Welt von DreamWorks einfängt. Universal nutzte die Vielfalt der DreamWorks-Franchises, um verschiedene Erlebnistypen anzubieten: eine Achterbahn für leichten Nervenkitzel, Spielbereiche für aktives Spielen, eine Show für Unterhaltung und Meet-and-Greets für persönliche Interaktionen. Das Design integriert ikonische Elemente wie Shreks Sumpf, Poppys Trolls-Baum und den Jade-Palast, wobei bunte Farben, cartoonartige Strukturen und schattige Bereiche (z. B. durch „Trolls-Baum“-Dächer) eine kinderfreundliche Atmosphäre schaffen. Interaktive Details, wie animatronische Charaktere oder Wasserfontänen, erhöhen die Immersion, während die Wiederverwendung der Achterbahnstruktur Nachhaltigkeit und Effizienz betonte. Die Zusammenarbeit mit DreamWorks Animation gewährleistete Authentizität, mit originalen Synchronstimmen (z. B. Mike Myers als Shrek in Audioelementen) und Designs, die direkt aus den Filmen stammen.
Die Eröffnung am 14. Juni 2024 wurde mit einer Zeremonie gefeiert, bei der DreamWorks-Charaktere und Universal-Vertreter auftraten. Der Bereich wurde als Teil von Universals Strategie positioniert, die Attraktionen nach der Pandemie zu erneuern und auf aktuelle IPs zu setzen, insbesondere nach dem Erfolg von Minion Land (2023). Die Rezeption war überwiegend positiv, mit Lob für die bunten Designs, die Vielfalt der Aktivitäten und die Ansprache jüngerer Gäste, obwohl einige Fans die nostalgischen Attraktionen der KidZone vermissten. Die Wiederverwendung der Achterbahn wurde als pragmatisch, aber wenig innovativ kritisiert. Der Bereich bleibt durch saisonale Events wie Halloween Horror Nights (z. B. Trolls-Treats mit Kürbis-Eis) oder Weihnachtsdekorationen dynamisch.
| Attraktionen | Attraktionen                       | Attraktionen            | Attraktionen | Attraktionen |
| Bild         | Name                               | Typ                     | Eröffnung    | Beschreibung |
| ------------ | ---------------------------------- | ----------------------- | ------------ | --- |
|              | DreamWorks Character Zone          | Meet and Greet          | 2024         | Ein flexibler Bereich für wechselnde Charaktere wie Gabby (Gabby’s Dollhouse), Trolls (Poppy, Branch) oder King Julian (Madagascar), mit saisonalen Anpassungen wie Weihnachtskostümen. |
|              | King Harold’s Swamp Symphony       |                         | 2024         | |
|              | Mama Luna Feline Fiesta            |                         | 2024         | |
|              | Po’s Kung Fu Training Camp         |                         | 2024         | Ein kombinierter Spielbereich mit nassen und trockenen Zonen. Der nasse Bereich bietet Wasserkanonen, Sprinkler und eine „Gong of Awesomeness“, während der trockene Bereich Kletterstrukturen, Rutschen und interaktive Elemente wie Jade-Palast-Trommeln umfasst. Es gibt keine Mindestgröße, aber Kinder unter 122 cm benötigen Begleitung. |
|              | Poppy’s Playground                 |                         | 2024         | |
|              | Shrek’s Swamp Meet                 | Meet and Greet          | 2024         | Ein Meet-and-Greet-Bereich, wo Gäste Shrek, Fiona, Donkey und Puss in Boots treffen können, vor einer Kulisse von Shreks Sumpf. |
|              | Shrek’s Swamp for Little Ogres     |                         | 2024         | Ein Spielplatz mit Shreks Sumpfhaus, einer „Poop Chute“-Rutsche, Kletterbereichen und einem interaktiven Pinocchio-Animatronic, der auf Kinder reagiert. Der Bereich ist für Kleinkinder konzipiert, mit weichen Böden und schattigen Sitzgelegenheiten für Eltern. |
|              | Trolls Trollercoaster              | Vekoma – Junior Coaster | 2024         | Eine umgestaltete Kinderachterbahn (ehemals Woody Woodpecker’s Nuthouse Coaster), gebaut von Zamperla, mit einer 260 Meter langen Strecke, einer Höchstgeschwindigkeit von 48 km/h und einer Mindestgröße von 91 cm. Die Fahrt, thematisiert als Flucht aus Bergen’s Town, zeigt bunte Trolls-Dekorationen wie Poppys Haar und animatronische Figuren von Branch und Tiny Diamond. Die Fahrzeuge wurden mit pinken, trollhaarinspirierten Sitzen überarbeitet. |
|              | DreamWorks Imagination Celebration |                         | 2024         | Eine 15-minütige Indoor-Live-Show im klimatisierten DreamWorks Theatre (ehemals Barney Theatre). Sie kombiniert Gesang, Tanz, akrobatische Stunts und LED-Bildschirme, um Szenen aus Shrek, Trolls und Kung Fu Panda zu präsentieren, mit Charakteren wie Po und Poppy. |
|              | Po Live!                           |                         | 2024         | Ein interaktives Erlebnis mit einem digital animierten Po, der über einen Bildschirm mit Gästen spricht, Kung-Fu-Bewegungen zeigt und auf Fragen reagiert. Die Technologie ähnelt der Turtle Talk with Crush-Attraktion in Disney Parks. |

| Gastronomie | Gastronomie        | Gastronomie | Gastronomie | Gastronomie |
| Bild        | Name               | Typ         | Eröffnung   | Beschreibung |
| ----------- | ------------------ | ----------- | ----------- | --- |
|             | Trolls Treats      |             | 2024        | Ein Eisstand mit Poppylicious Pink Soft-Serve (7,99 $) und Tiny Diamond’s Glittering Cake Pop (6,99 $).                                                              |
|             | Swamp Snacks       |             | 2024        | Ein Quick-Service-Stand mit Shrekzels (Brezeln mit grünem Zuckerguss, 7,99 $), Fiona’s Chimichanga Dog (9,99 $) und Getränken wie Far Far Away Fruit Punch (5,99 $). |
|             | High Five Hideaway |             | 2024        | Ein Laden mit DreamWorks-Merchandise wie Shrek-Plüschfiguren, Trolls-Haar-Accessoires, Po-T-Shirts und Gabby’s Dollhouse-Spielzeug.                                  |

| Shops | Shops              | Shops | Shops     | Shops |
| Bild  | Name               | Typ   | Eröffnung | Beschreibung |
| ----- | ------------------ | ----- | --------- | --- |
|       | High Five Hideaway |       | 2024      | High Five Hideaway ist ein Geschenkeladen in DreamWorks Land der Universal Studios Florida, eröffnet am 14. Juni 2024. Thematisch vom Cloud Guy aus der Trolls-Franchise inspiriert, bietet er Merchandise zu DreamWorks-Filmen wie Shrek, Trolls, Kung Fu Panda und Gabby’s Dollhouse, darunter Kleidung, Plüschfiguren und Accessoires. Das farbenfrohe Design macht ihn zur zentralen Anlaufstelle für DreamWorks-Souvenirs. |

## Ehemalige Themenbereiche und Attraktionen

### Production Central
Production Central war ein Themenbereich am Eingang der Universal Studios Florida, der das Ambiente eines Filmstudios widerspiegelte. Er umfasste Attraktionen wie Despicable Me Minion Mayhem, Shrek 4-D, Hollywood Rip Ride Rockit und Transformers: The Ride – 3D sowie die Music Plaza Stage für Veranstaltungen. Der Bereich bot eine Mischung aus Fahrgeschäften, Shows und gastronomischen Angeboten, geprägt von einer funktionalen Gestaltung, die an ein Studio erinnerte. Im Sommer 2023 wurde Production Central größtenteils durch den neuen Minion Land-Bereich ersetzt, der sich auf die Despicable Me-Franchise konzentriert. Die verbleibenden Attraktionen, wie Hollywood Rip Ride Rockit und Transformers, wurden dem angrenzenden New York-Bereich zugeordnet.

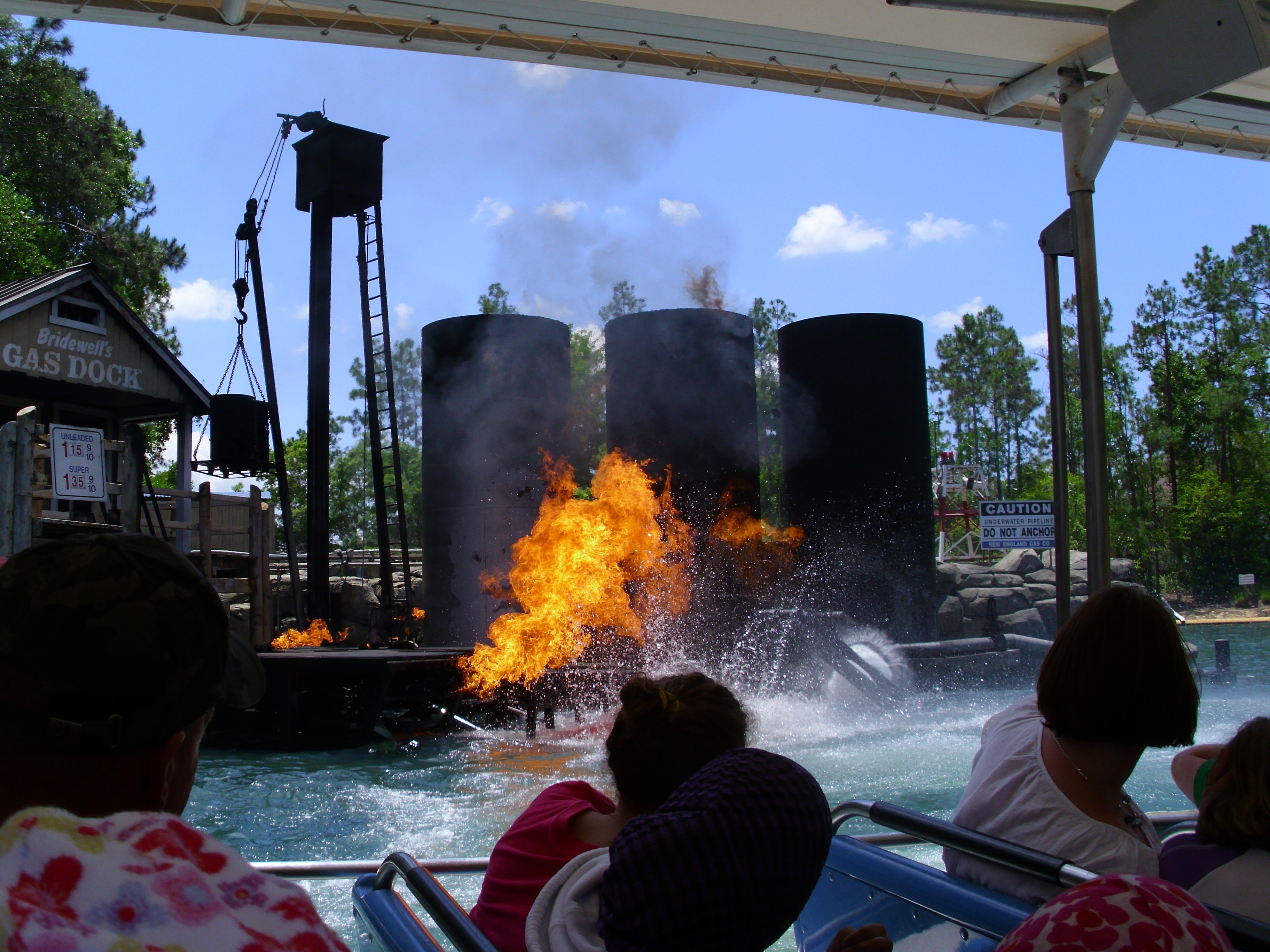
Die ehemalige Attraktion Jaws im Bereich Amity.

### San Francisco/Amity
Der ehemalige Themenbereich San Francisco/Amity in den Universal Studios Florida kombinierte die Atmosphäre von San Franciscos Fisherman’s Wharf mit dem fiktiven Neuengland-Fischerdorf Amity, bekannt aus dem Film Jaws. Bei der Eröffnung 1990 erstreckte er sich über ein größeres Gebiet, das auch Teile des heutigen Wizarding World of Harry Potter – Diagon Alley umfasste, und bot Attraktionen wie die Jaws-Fahrt, Earthquake: The Big One, die Dynamite Nights Stunt Spectacular-Show sowie die Wild, Wild, Wild West Stunt Show. Die Gestaltung vereinte die Küstenmotive beider Orte, mit maritimen Elementen wie der Amity Harbor und Referenzen an San Franciscos Kabelbahnen. Mit der Schließung von Jaws 2012 und der Umgestaltung des Gebiets für Diagon Alley 2014 wurde der Amity-Teil entfernt, und der Bereich verkleinert. Der verbleibende San Francisco-Bereich konzentriert sich nun auf die Fisherman’s Wharf-Thematik mit Attraktionen wie Fast & Furious – Supercharged und Dining-Optionen wie Lombard’s Seafood Grille, während Amity nur noch durch kleine Referenzen wie das Jaws-Fotopunkt existiert.

### Kids Zone/Kidzone/Woody Woodpecker's Kidzone
Woody Woodpecker’s KidZone (1990–2023) war ein bunter, aber thematisch uneinheitlicher Bereich mit Attraktionen wie Woody Woodpecker’s Nuthouse Coaster (1999–2023), Fievel’s Playland (1990–2023), Curious George Goes to Town (1998–2023), A Day in the Park with Barney (1995–2023) und E.T. Adventure (1990, die einzige verbleibende Attraktion). Die Zone war ursprünglich als kinderfreundlicher Bereich konzipiert, verlor jedoch durch den Rückgang der Popularität von Figuren wie Barney und Fievel an Zugkraft. Vor 1990 war der Bereich Teil der ursprünglichen Parkplanung ohne spezifische Thematisierung, da er für zukünftige Erweiterungen vorgesehen war. Die Umwandlung in DreamWorks Land markiert Universals Fokus auf moderne, lizenzstarke IPs, um die Attraktivität für neue Generationen zu steigern, während E.T. Adventure als nostalgisches Element erhalten blieb.

## Parkbetrieb

### Charaktere im Park

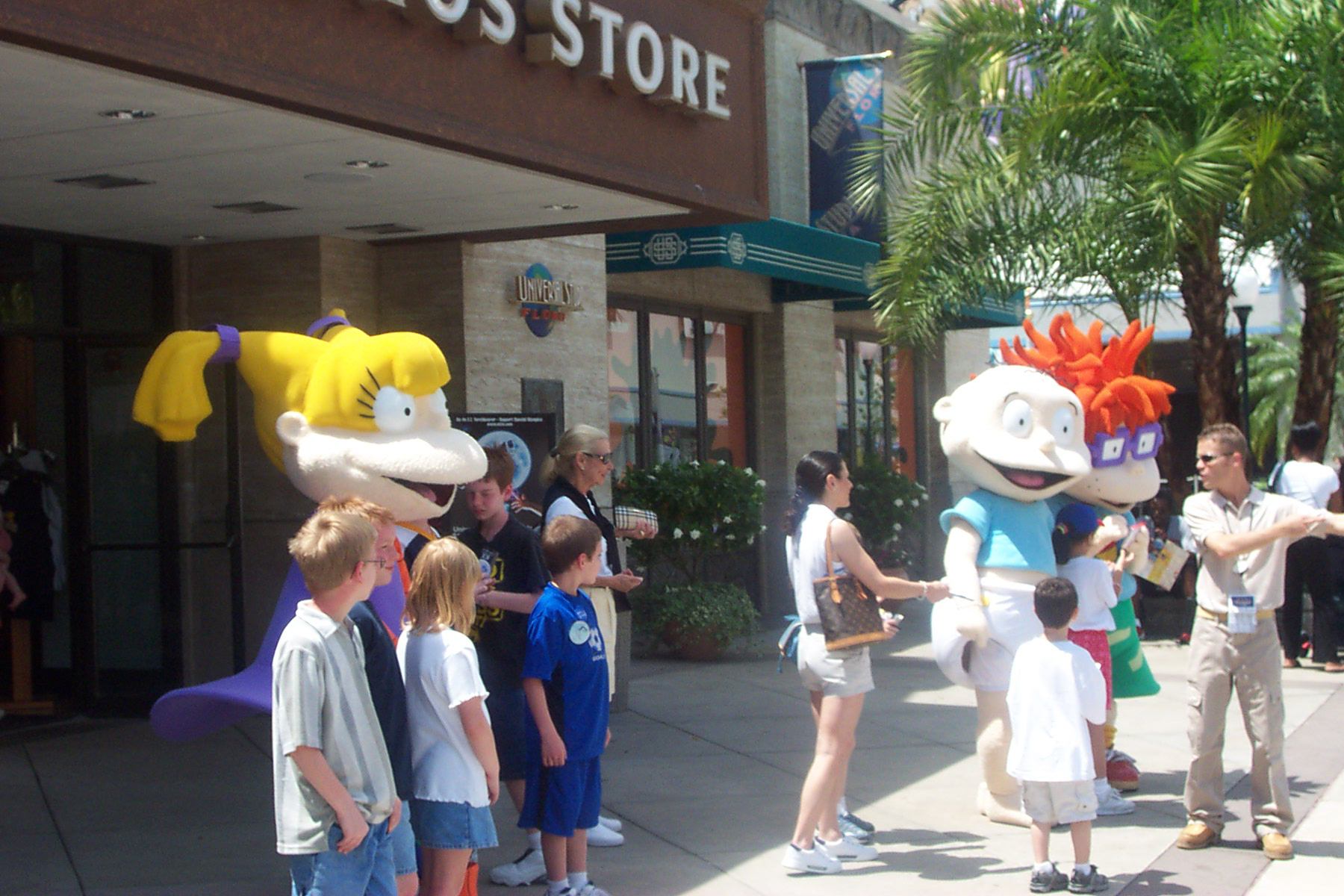
Charaktere der Serie Rugrats im Park.

Universal Studios Florida hat im Laufe der Jahre eine Reihe bekannter kostümierter Charaktere im Park präsentiert, darunter:
- Zurück in die Zukunft: Doc Brown und Marty McFly
- Beetlejuice
- Betty Boop
- The Blues Brothers
- Ich – Einfach unverbesserlich: Gru, Lucy Wilde, Margo, Edith, Agnes, Vector und die Minions
- Dog Man
- Dora: Dora Marquez, Boots und Diego
- E.T. – Der Außerirdische: E.T. und Elliott
- Earl das Eichhörnchen
- Gabby's Dollhouse: Gabby
- Ghostbusters – Die Geisterjäger: Peter Venkman, Ray Stantz, Egon Spengler, Phoebe Spengler, Winston Zeddemore und Gozer
- Hashtag der Panda
- Hello Kitty
- I Love Lucy: Lucy und Ricky Ricardo
- Der weiße Hai: Polizeichef Martin Brody, Bürgermeister Vaughan, Matt Hooper und Bruce der Hai
- Jurassic World: Owen Grady, Claire Dearing, Baby-Raptoren, Echo, Delta, T-Rex und Maisie Lockwood
- Kung Fu Panda: Po der Panda und Tigress
- Madagascar: Alex, Gloria, König Julien XIII, Skipper, Kowalski, Rico und Private
- Marilyn Monroe
- Men in Black: Agent K, Agent J und Frank der Mops (nur während Passholder Nächten)
- Die Mumie: Stelzenläufer und Anck-su-namun
- Popeye and Olive Oyl
- Scooby-Doo: Scooby-Doo, Shaggy, Velma, Daphne und Fred
- Shrek: Shrek, Prinzessin Fiona, Esel, der gestiefelte Kater, Kitty Samtpfote, Lebkuchenmann, drei blinde Mäuse und der böse Wolf
- Die Simpsons: Homer, Marge, Bart, Lisa, Maggie, Krusty der Clown und Tingeltangel-Bob
- Sing: Johnny, Rosita und Gunter
- SpongeBob Schwammkopf: SpongeBob Schwammkopf, Patrick Star und Thaddäus Tentakel
- Transformers: Optimus Prime, Bumblebee und Megatron
- Trolls: Poppy, Branch und Guy Diamond
- Universal Monsters: Frankensteins Monster, Graf Dracula and Braut von Frankenstein
- Wicked: Elphaba und Glinda
- Wizarding World: Celestina Warbeck und die Banshees, Fahrer des Fahrenden Ritters und der Schrumpfkopf und die Märchen von Beedle dem Barden
- Woody und Winnie Woodpecker (nur während Passholder Nächten)

### Jährliche Events

#### Grad Bash and Gradventure
Grad Bash und Gradventure sind zwei separate Veranstaltungen, die im April und Mai im Park stattfinden. Grad Bash ist eine Veranstaltung für Abschlussklassen der High School, die eine exklusive, nächtliche Party in beiden Themenparks des Universal Orlando Resorts feiern können, mit Live-Auftritten, Tanzpartys und Live-Vorpartys auf der Universal Music Plaza Stage. Nachdem Disney die Veranstaltung Grad Nite eingestellt hatte, wurde Grad Bash 2012 an fünf Nächten abgehalten. Gradventure richtet sich an Absolventen der Junior High/Middle School. Ursprünglich war Grad Bash so organisiert, dass High-School-Absolventen nach Islands of Adventure gingen und Middle-School-Absolventen Universal Studios Florida besuchten. Für 2024 wurde dies geändert, sodass sowohl Middle- als auch High-School-Schüler beide Parks besuchen können. Während der Veranstaltung sind die meisten Attraktionen geöffnet, und reguläre Gäste werden aus dem Park geleitet.

#### Halloween Horror Nights

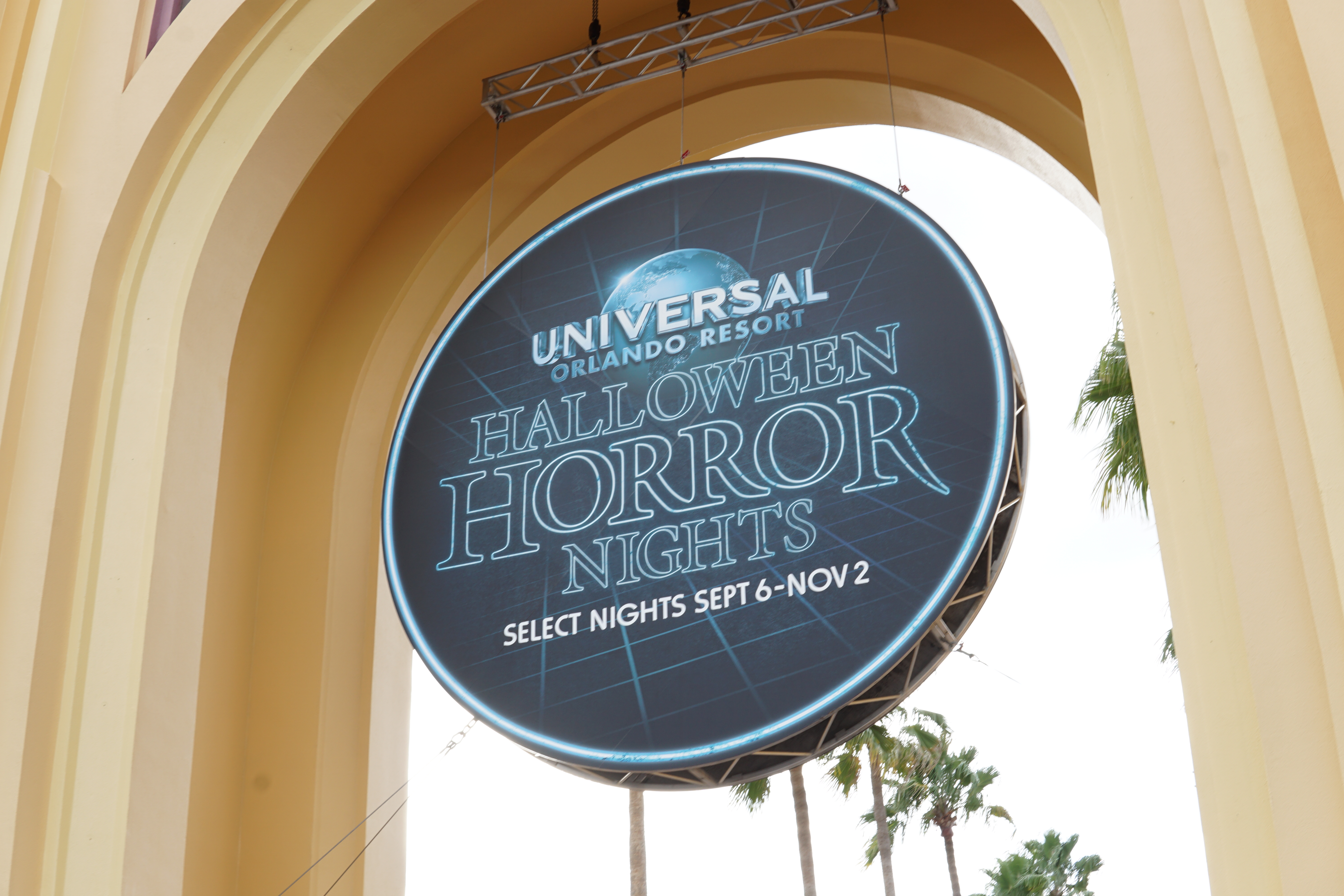
Logo der Universal horro Nights am Eingangsportal.

Halloween Horror Nights ist eine jährliche Halloween-Veranstaltung, die seit 1991 in den Universal Studios Florida stattfindet. Ursprünglich als Universal Studios Fright Nights gestartet, begann das Event am 25., 26. und 31. Oktober 1991 als dreitägige Veranstaltung in Universal Studios Florida mit einem einzigen Spukhaus, The Dungeon of Terror, sowie einer Reihe von Shows. 1992 wurde es in Halloween Horror Nights umbenannt und als zweites jährliches Event beworben. Es wuchs auf fünf Nächte mit zwei Spukhäusern, darunter die Rückkehr von The Dungeon of Terror und das Debüt von The People Under The Stairs in Soundstage 23. Seitdem hat sich die Veranstaltung zu einem bedeutenden Halloween-Event entwickelt, das von Ende August/Anfang September bis Ende Oktober/Anfang November an ausgewählten Nächten stattfindet und thematisch gestaltete Spukhäuser (Haunted Houses), Schreckzonen (Scare Zones) und Shows umfasst.
In den frühen Jahren erweiterte sich das Event stetig: 1993 wuchs es auf sieben Nächte mit drei Spukhäusern, einschließlich einer Nutzung des Bates Motel-Filmsets. 1994 führte die Veranstaltung den Begriff „Scaracters“ ein und veranstaltete die erste „Ghoul School“ für Schauspieler. Bis 1995, mit Halloween Horror Nights V, wurde das Event erstmals um eine Ikone, den Crypt Keeper aus Tales from the Crypt, thematisiert und bot eine zwölfnächtige Laufzeit. In den folgenden Jahren (1996–2000) wuchs die Veranstaltung auf bis zu 19 Nächte, mit mehreren Spukhäusern, darunter 1999 das erste 3D-Spukhaus. 2000 wurde mit Jack the Clown die erste hauseigene Ikone eingeführt, die später zu einer der bekanntesten Figuren des Events wurde.
Die Veranstaltung fand von 1991 bis 2001 ausschließlich in Universal Studios Florida statt, bevor sie 2002 und 2003 sowie 2005 nach Islands of Adventure wechselte. 2004 wurde ein Dual-Park-Format getestet, das beide Parks nutzte, doch seit 2006 ist Halloween Horror Nights wieder dauerhaft in Universal Studios Florida beheimatet. Die Veranstaltung wuchs weiter, mit bis zu neun Spukhäusern in späteren Jahren, wie bei Halloween Horror Nights 25 (2015), das mit 30 Nächten einen Rekord aufstellte. Zu den Highlights gehören lizenzierte Inhalte wie The Walking Dead, Halloween oder Stranger Things sowie originale Konzepte mit Ikonen wie The Caretaker, The Storyteller oder The Pumpkin Lord. 2007 nutzte das Event erstmals Figuren wie Freddy Krueger, Jason Voorhees und Leatherface von New Line Cinema.
Einzigartig für Orlando sind die wechselnden Ikonen, die oft mit detaillierten Hintergrundgeschichten ausgestattet sind und für Werbung sowie Merchandise genutzt werden. Schreckzonen, die seit 1994 eingeführt wurden, zwingen Gäste, durch speziell gestaltete Außenbereiche mit thematischen Schauspielern zu gehen, während Shows wie Bill and Ted’s Excellent Halloween Adventure (1992–2017) oder die Halloween Marathon of Mayhem (seit 2019) das Programm ergänzen. 2020 wurde Halloween Horror Nights aufgrund der COVID-19-Pandemie erstmals abgesagt, kehrte jedoch 2021 für das 30-jährige Jubiläum zurück. Für 2025 ist die 34. Ausgabe vom 29. August bis 2. November geplant, die im Rahmen des 35-jährigen Jubiläums des Universal Orlando Resorts gefeiert wird. Mit ihrer Mischung aus populären Lizenzen, originellen Geschichten und immersiven Erlebnissen hat sich Halloween Horror Nights in Florida als eine der führenden Halloween-Veranstaltungen in Themenparks etabliert.

#### Universal’s Holiday Parade featuring Macy’s
Die Universal’s Holiday Parade featuring Macy’s, früher bekannt als Macy’s Holiday Parade, ist eine einmonatige Veranstaltung im Dezember, die authentische Ballons von der Macy’s Thanksgiving Day Parade präsentiert und Weihnachten im Park feiert. Die Parade wurde 2017 umgestaltet und umfasst nun Weihnachtsflotte, Ballons und choreografierte Charaktere, die auf Illuminations Despicable Me-Franchise sowie den Madagascar- und Shrek-Franchises von DreamWorks Animation basieren.

#### Mardi Gras: International Flavors of Carnaval
Von Februar bis April findet im Park eine Parade und Konzertreihe statt, die vom Fat Tuesday-Fest in New Orleans inspiriert ist. Die Parade wird abends abgehalten und besteht aus Parkmitarbeitern sowie anderen ausgewählten Parkgästen, die Perlen an die Besucher werfen.

#### Rock the Universe
Rock the Universe ist das christliche Musikfestival des Parks, das an zwei Tagen im Januar oder Februar stattfindet (Stand 2019, in früheren Jahren wurde das Event im September abgehalten. Dies wurde wahrscheinlich aufgrund der Absage des Events 2017 wegen Hurrikan Irma geändert). Es umfasst Konzerte mit führenden Künstlern der zeitgenössischen christlichen Musik, Christian Rock und Christian Rap, die live auf der Universal Music Plaza Stage auftreten.

#### Summer Concert Series
Die Summer Concert Series fand von 2013 bis 2018 gelegentlich statt und bot eine Vielzahl beliebter Musikacts, die live auf der Universal Music Plaza Stage auftraten.

#### Christmas in The Wizarding World of Harry Potter
Weihnachtsdekorationen und Shows in Diagon Alley, einschließlich der Show „The Magic of Christmas at Hogwarts Castle“ (projiziert auf Hogwarts, das sich in Islands of Adventure befindet, aber von Universal Studios Florida aus sichtbar ist).

#### St. Patrick’s Day
Feiern am 17. März mit thematischen Speisen und Getränken, insbesondere in Diagon Alley (z. B. im Tropfendem Kessel).

#### Fourth of July
Feiern zum Unabhängigkeitstag (4. Juli) mit thematischen Shows, Feuerwerken und patriotischen Dekorationen in Universal Studios Florida. Im Parkeintritt enthalten.

#### Thanksgiving
Thanksgiving-Feiern mit speziellen Menüs in den Restaurants.

#### A Celebration of Harry Potter (2014–2018)
Ein jährliches Fan-Event im Januar in Universal Studios Florida (und teilweise Islands of Adventure), das The Wizarding World of Harry Potter feierte, mit Panels, Ausstellungen und Darsteller-Treffen. 2018 eingestellt.

### Schließungen und Betriebsstörungen
- Hurrikan Floyd (September 1999)
- Terroranschläge am 11. September 2001
- Hurrikan Matthew (Oktober 2016): Der Park schloss am 6. Oktober 2016 frühzeitig und blieb am 7. Oktober geschlossen. Der Betrieb wurde am 8. Oktober wieder aufgenommen.
- Hurrikan Irma (September 2017): Universal Studios Florida und das gesamte Universal Orlando Resort (einschließlich Islands of Adventure und Volcano Bay) schlossen am 9. und 10. September 2017 aufgrund von Hurrikan Irma. Die Parks öffneten am 12. September wieder. Hurrikane sind die häufigste Ursache für ungewöhnliche Schließungen in Florida, da sie eine erhebliche Sicherheitsgefahr darstellen.
- Hurrikan Dorian (September 2019): Obwohl der Hurrikan Florida weitgehend verschonte, schloss Universal Studios Florida am 3. September 2019 frühzeitig aus Vorsicht. Eine vollständige Schließung für einen ganzen Tag wurde jedoch vermieden.
- Hurrikan Ian (September 2022): Universal Orlando Resort, einschließlich Universal Studios Florida, schloss am 28. und 29. September 2022 aufgrund von Hurrikan Ian. Der Park öffnete am 30. September schrittweise wieder.

- Universal Studios Florida und das gesamte Universal Orlando Resort schlossen ab dem 15. März 2020 aufgrund der COVID-19-Pandemie. Ursprünglich war eine Schließung bis Ende März geplant, diese wurde jedoch mehrfach verlängert. Die Wiedereröffnung erfolgte schrittweise ab dem 5. Juni 2020 mit strengen Sicherheitsmaßnahmen wie Kapazitätsbeschränkungen und Maskenpflicht.

### Transport zwischen den Parks
Der Transport zwischen den Parks des Universal Orlando Resorts, einschließlich Universal Studios Florida, ist wie folgt organisiert:
- Hogwarts Express: Ein thematisierter Zug, der Universal Studios Florida (Diagon Alley) mit Islands of Adventure (Hogsmeade) verbindet; ein Park-to-Park-Ticket ist erforderlich.
- Shuttlebusse: Kostenlose Busse, die zwischen den Parks, dem Wasserpark Volcano Bay und den Universal-Hotels verkehren.
- Wassertaxis: Boote, die Universal Studios Florida, Islands of Adventure, Volcano Bay, CityWalk und die Universal-Hotels verbinden.
- Fußwege: Gut ausgeschilderte Wege ermöglichen eine schnelle Verbindung zu Fuß zwischen Universal Studios Florida, Islands of Adventure und CityWalk.  Alle Transportmittel sind auf den Komfort der Gäste ausgelegt, und Mitarbeiter sowie Beschilderungen unterstützen bei der Orientierung.

### Universal Express
Der Universal Express ist ein kostenpflichtiger Service im Universal Orlando Resort, der Gästen ermöglicht, Wartezeiten an ausgewählten Attraktionen in Universal Studios Florida, Islands of Adventure und teilweise Volcano Bay zu verkürzen. Mit dem Universal Express Pass können Besucher einmalig pro Attraktion eine spezielle, kürzere Warteschlange nutzen, während der Universal Express Unlimited Pass unbegrenzte Nutzungen an teilnehmenden Attraktionen erlaubt. Der Service ist nicht in regulären Eintrittskarten enthalten und muss separat erworben werden. Bestimmte Attraktionen, wie der Hogwarts Express, können eingeschränkte oder keine Express-Option bieten. Gäste in ausgewählten Universal-Hotels erhalten teilweise kostenlosen oder ermäßigten Zugang zum Express Pass.

## Produktionsstudios

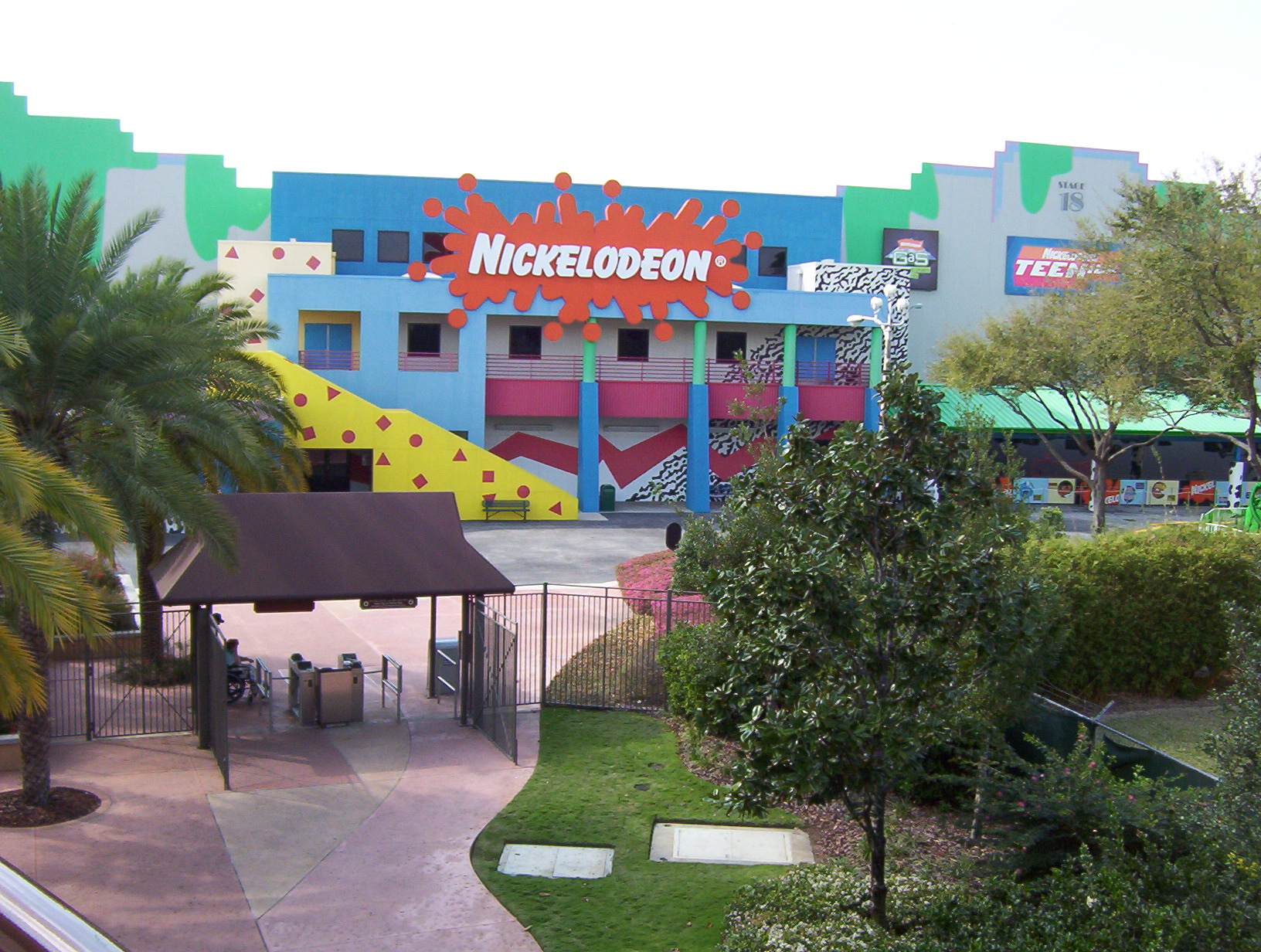
Die Nickolodeon Studios in den Universal Studios Florida im Jahr 2004.

Universal Studios Florida wurde ursprünglich als kombinierter Themenpark und funktionierendes Produktionsstudio konzipiert, um Filme, Fernsehserien, Werbespots und Musikvideos vor Ort zu produzieren. Dieses Konzept stand im Gegensatz zu den ursprünglichen Universal Studios Hollywood, das primär ein Arbeitsstudio war, welches sich später zum Themenpark entwickelte. Die Universal Studios Florida Production Group (USFPG) betreibt mehrere Soundstages (18, 19, 20, 21, 22, 23, 24 und 25), das Producer’s Building 22A, Building 17, das zunächst Nickelodeons Florida Network Operations unterstützte, sowie über 100 Kulissenorte. Nickelodeon Studios war ein zentraler Bestandteil dieses Studio-Konzepts und nutzte Soundstages 18 und 19, wo beliebte Shows wie Drops! und Clarissa Explains It All gedreht wurden und Besucher hinter Besucher hinter die Kulissen blicken konnten. Zu den ersten Produktionen zählten Fernsehshows wie The New Leave It to Beaver und Nickelodeon’s Super Sloppy Double Dare, während Psycho IV: The Beginning (1990) das erste Filmprojekt war, das während des Parkbetriebs gedreht wurde. 1991 wurde Oscar – Vom Regen in die Traufe nach einem Brand am Hollywood-Set in Florida fertiggestellt. Bis 1995 bot die Production Studio Tour Gästen Einblicke in aktive Produktionen, wurde jedoch eingestellt, da die Vision von Orlando als Hollywood East scheiterte. Logistikprobleme, hohe Kosten für die Verlegung und Unterbringung von Produktionsteams sowie der Mangel an lokalen Crews, Einrichtungen und Produktionsressourcen machten den Standort für Produzenten unattraktiv. 1999 drehte Glücksrad drei Tage lang im Park, um die Eröffnung von Islands of Adventure zu bewerben. Trotz eines zunehmenden Fokus auf Themenpark-Attraktionen wie The Wizarding World of Harry Potter blieben die Soundstages aktiv. Nickelodeon kehrte 2005 nach Kalifornien zurück, doch 2008 drehte das Studio kurzzeitig in Florida My Family’s Got Guts. 2010–11 wurde Familien-Duell mit Moderator Steve Harvey vor Ort gedreht. Neuere Formate wie All Elite Wrestling, Karate Combat, Professional Fighters League, David Makes Man, The Right Stuff, Deal or No Deal (2018 in Soundstage 21 für CNBC) und La Voz Kids nutzten die Studios. Die USFPG bietet umfassende Dienstleistungen, einschließlich Produktionsbetreuung, Logistik, Kundenmanagement und Instandhaltung, und hat sich trotz des Rückzugs von Nickelodeon nach Kalifornien 2005 als global anerkannter Standort für Medienproduktionen etabliert.

## Besucherzahlen
| Jahr | Besucherzahl | Rang weltweit | Entwicklung der Besucherzahlen |
| ---- | ------------ | ------------- | ------------------------------ |
| 2008 | 6.231.000    | 11.           |                                |
| 2009 | 5.530.000    | 13.           |                                |
| 2010 | 5.925.000    | 13.           |                                |
| 2011 | 6.044.000    | 14.           |                                |
| 2012 | 6.195.000    | 16.           |                                |
| 2013 | 7.062.000    | 16.           |                                |
| 2014 | 8.263.000    | 11.           |                                |
| 2015 | 9.585.000    | 10.           |                                |
| 2016 | 9.998.000    | 9.            |                                |
| 2017 | 10.198.000   | 10.           |                                |
| 2018 | 10.708.000   | 11.           |                                |
| 2019 | 10.922.000   | 11.           |                                |
| 2020 | 4.096.000    | 6.            |                                |
| 2021 | 8.987.000    | 11.           |                                |
| 2022 | 10.750.000   | 11.           |                                |
| 2023 | 9.750.000    | 13.           |                                |